# Fee

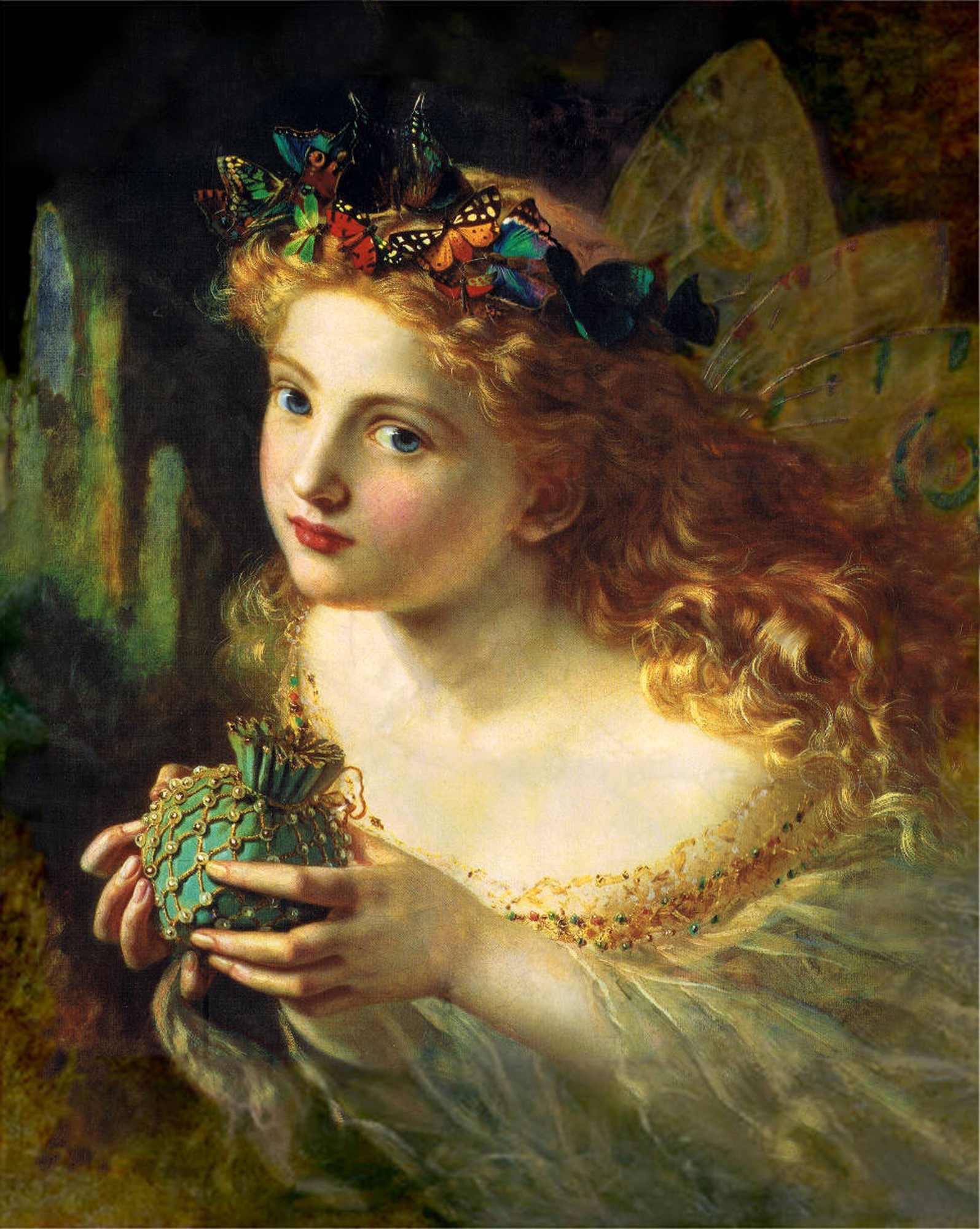
Fee door Sophie Gengembre Anderson (1823-1903); Take the Fair Face of Woman, and Gently Suspending, With Butterflies, Flowers, and Jewels Attending, Thus Your Fairy is Made of Most Beautiful Things

Een fee is een mythisch wezen, algemeen omschreven als antropomorf en vrouwelijk. Feeën komen in veel culturen voor (zoals in de Keltische, Slavische, Duitse, Engelse en Franse folklore). Mythen en verhalen over feeën hebben niet één oorsprong, maar zijn eerder een verzameling volksovertuigingen uit verschillende bronnen. Verschillende volkstheorieën over de oorsprong van feeën omvatten het werpen van hen als ofwel gedegradeerde engelen of demonen in een christelijke traditie, als goden in heidense geloofssystemen, als geesten van de doden, als prehistorische voorlopers van mensen, of als geesten van de natuur.
De eigenschappen van een fee verschillen per gebied en cultuur. Zo zou een fee een gevallen engel zijn, een elementaal, een spook of zelfs menselijk. Een fee is soms klein, maar in andere gevallen van normaal postuur. Ze kan een jong uiterlijk hebben, maar ook dat van een oude vrouw. Het wezen is van grote schoonheid, kan geschenken brengen aan pasgeborenen, kan vliegen, toveren, wensen vervullen en heeft invloed op de toekomst. Feeën zijn nauw verbonden met de krachten van de natuur en het concept van de parallelle wereld. Er is een grote verscheidenheid van (in het algemeen vrouwelijke) wezens die als fee worden beschouwd, zoals witte wieven, sirenes, nimfen, Rhiannon, Morgana, de Vrouwe van het Meer, Melusine en Befana.
Een terugkerend motief van legendes over feeën is de noodzaak om feeën af te weren met beschermende middelen. Bekende voorbeelden van dergelijke middelen zijn onder meer kerkklokken, kleding binnenstebuiten dragen, klavertjevier en bepaald voedsel. Van feeën werd soms gedacht dat ze specifieke locaties beheersten en reizigers op een dwaalspoor brachten met behulp van dwaallichten. Vóór de komst van de moderne geneeskunde werden feeën vaak beschuldigd de oorzaak te zijn van ziekte, met name tuberculose en geboorteafwijkingen.
Naast hun folkloristische oorsprong waren feeën een veelvoorkomend kenmerk van de renaissanceliteratuur en de romantische kunst, en waren vooral populair in het Verenigd Koninkrijk tijdens de Victoriaanse en Edwardiaanse tijdperken. Tijdens de Celtic Revival werden ook feeën gezien als een canoniek onderdeel van het Keltische culturele erfgoed. Literatuur uit de Engelse renaissance bracht elfen samen met de feeën van de Romaanse cultuur, waardoor deze termen nu enigszins uitwisselbaar zijn. De Angelsaksen gebruikten de term fee ook om kleine antropomorfe wezens uit de heidense folklore aan te duiden, zoals een kabouter, lutin, imp of dwerg. In veel gevallen lopen deze begrippen, en ook de figuur van een heks, in elkaar over.

## Etymologie

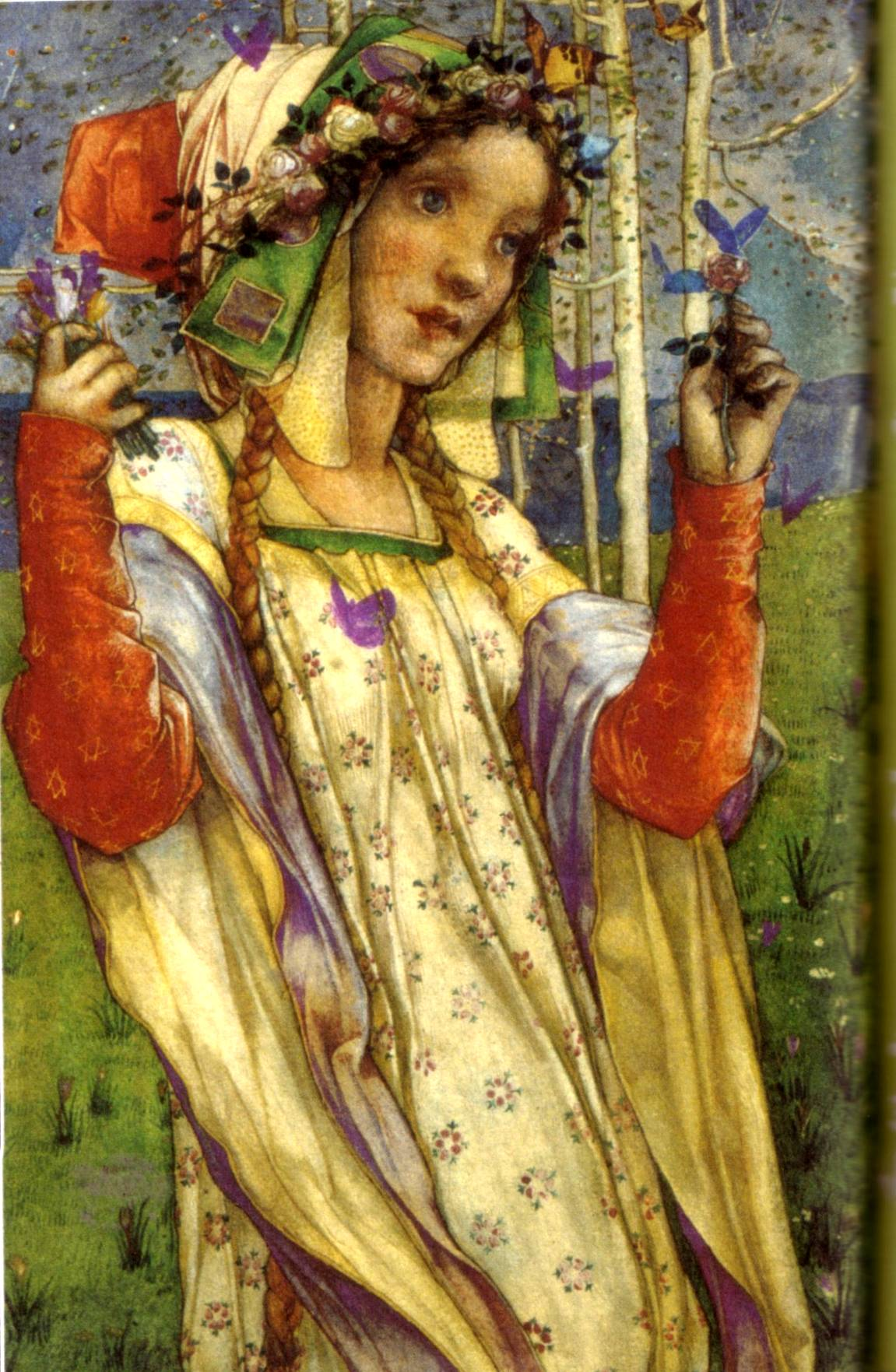
Fairy land uit Démons et Merveilles, Edward Reginald Frampton (1872-1923)

De Engels fee vloeit voort uit de vroegmoderne Engels faerie, wat betekent "rijk van de Fays" (Faerie, Schots Elfame, Oudnoors Álfheimr). Faerie is op zijn beurt afgeleid van de Oudfranse vorm faierie, een afleiding van faie (Vulgair Latijn fata) met het achtervoegsel -erie.
In de oude Franse romantiek was een fee of faie een vrouw die bedreven was in magie en die de kracht en deugd van woorden, stenen en kruiden kende.
"Fairy" werd gebruikt om een illusie of betovering aan te duiden; het land van de Faes; gezamenlijk de inwoners ervan; of een individu zoals een feeënridder. Faie werd in modern Engels fay, terwijl faierie tot fairy werd omgevormd. Deze spelling verwijst vrijwel uitsluitend naar één individu (dezelfde betekenis als fay). In de zin van "land waar feeën wonen", zijn archaïsche spellingen faery en faerie nog steeds in gebruik.
Het romaanse fay is niet gerelateerd aan de Germaanse fey (van het Oudengels fǣġe), wat "gedoemd om te sterven" betekent. Toch is dit niet-verwante Germaanse woord "fey" mogelijk beïnvloed door de oude Franse fae (fay of fee), aangezien de betekenis enigszins was verschoven naar "voorbestemd" van het eerdere "verdoemde" of "vervloekte".
Verschillende folkloristische tradities verwijzen eufemistisch naar feeën als klein volk, goed volk, mensen van vrede, schoon volk (Welsh: Tylwyth Teg), enz.

## Historische ontwikkeling

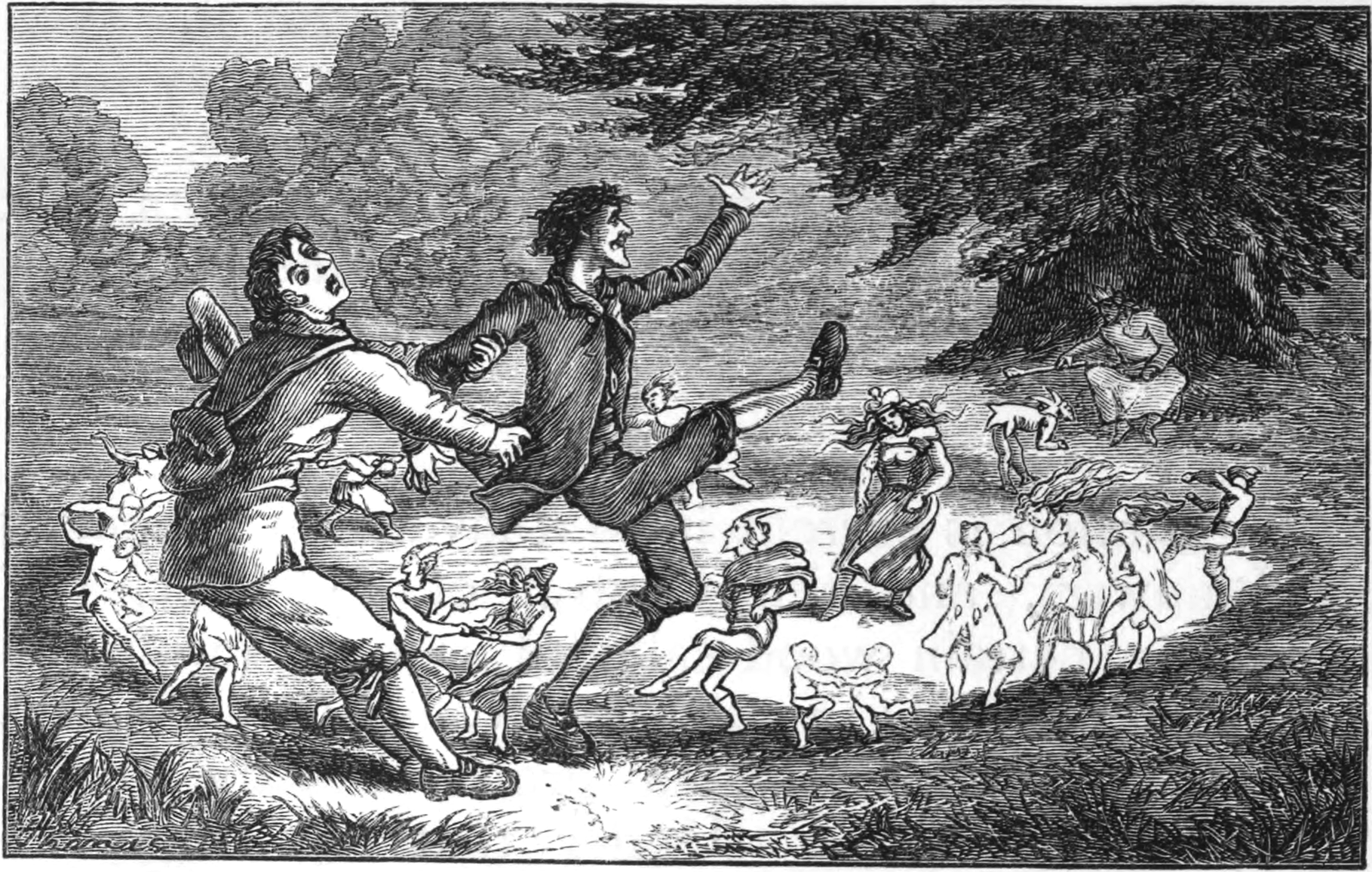
Een man redt zijn vriend uit een feeëncirkel of heksenkring, Plucked from the Fairy Circle uit British Goblins: Welsh Folk-lore, Fairy Mythology, Legends and Traditions, 1880

De term fee wordt soms gebruikt om elk magisch wezen te beschrijven, inclusief goblins en kabouters, terwijl de term op andere momenten alleen een specifiek type etherisch wezen of sprite beschrijft. Het concept van "fee" in engere zin is uniek voor de Engelse folklore, later verkleind in overeenstemming met de heersende smaak van het Victoriaanse tijdperk, zoals in "sprookjes" voor kinderen.
Historische oorsprong omvat verschillende tradities van Brythonic (Bretons, Welsh, Cornish), Gaelic (Iers, Schots, Manx) en Germanen, en van Middelfrans ridderromans. Fairie werd bijvoeglijk gebruikt, wat "betoverd" betekent (zoals in Fairie Knight, Fairie Queene, Fairy Wood, Fairy Circle), maar werd ook een algemene term voor verschillende "betoverde" wezens tijdens de late Middelengelse periode.
Het Victoriaanse tijdperk en het Edwardiaanse tijdperk zorgde voor een verhoogde belangstelling voor feeën. De Celtic Revival zag feeën als onderdeel van het culturele erfgoed van Ierland. Carole Silvers en anderen suggereerden dat deze fascinatie van Engelse antiquariaten voortkwam uit een reactie op een grotere industrialisatie en het verlies van oudere volkswijzen.

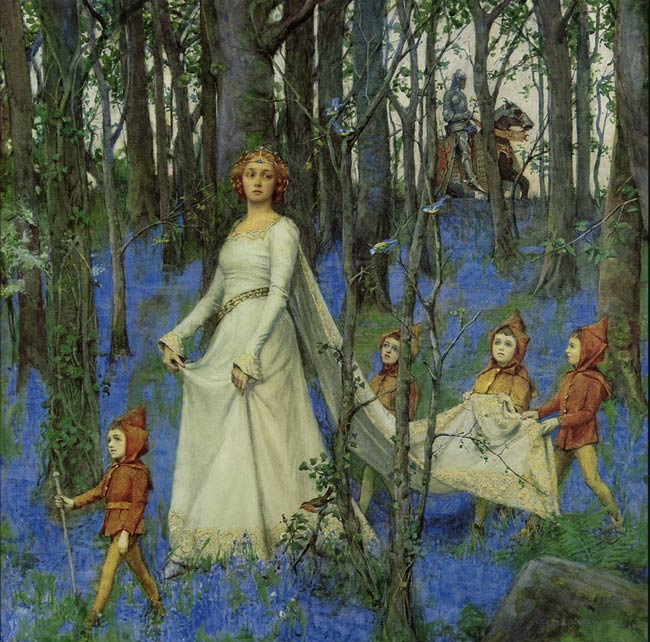
The Fairy Wood, Hendry Meynell Rheam, 1903
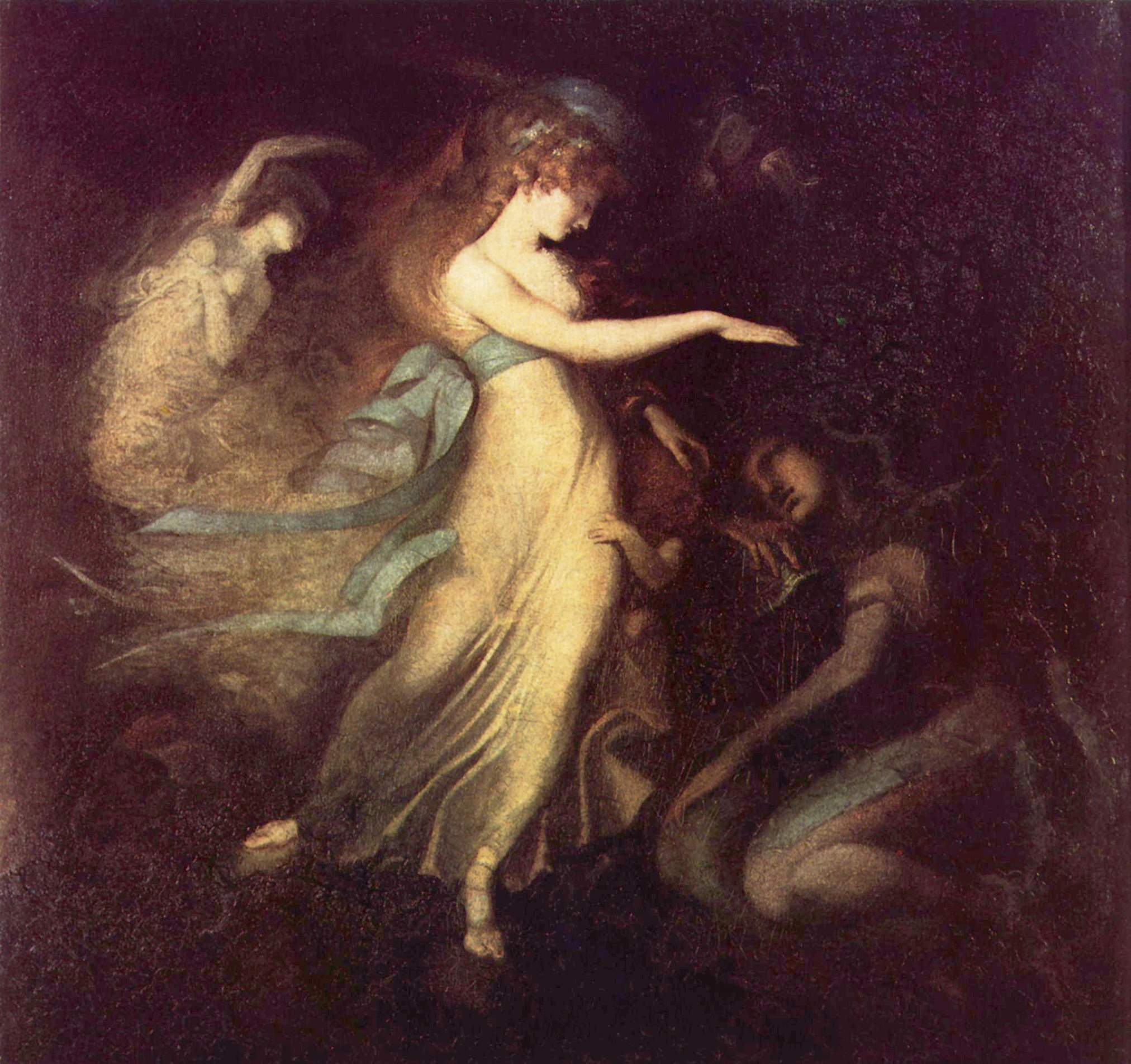
Prins Arthur en de Fairy Queen, Johann Heinrich Füssili, circa 1788
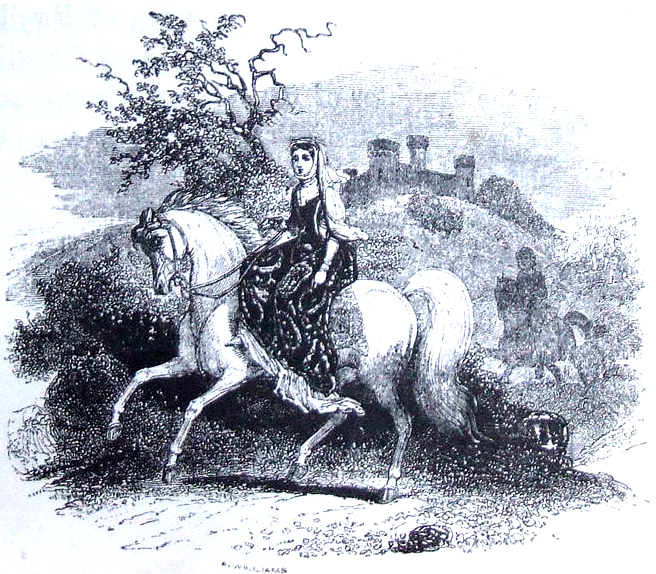
Rhiannon rijdt in Arberth, 1877
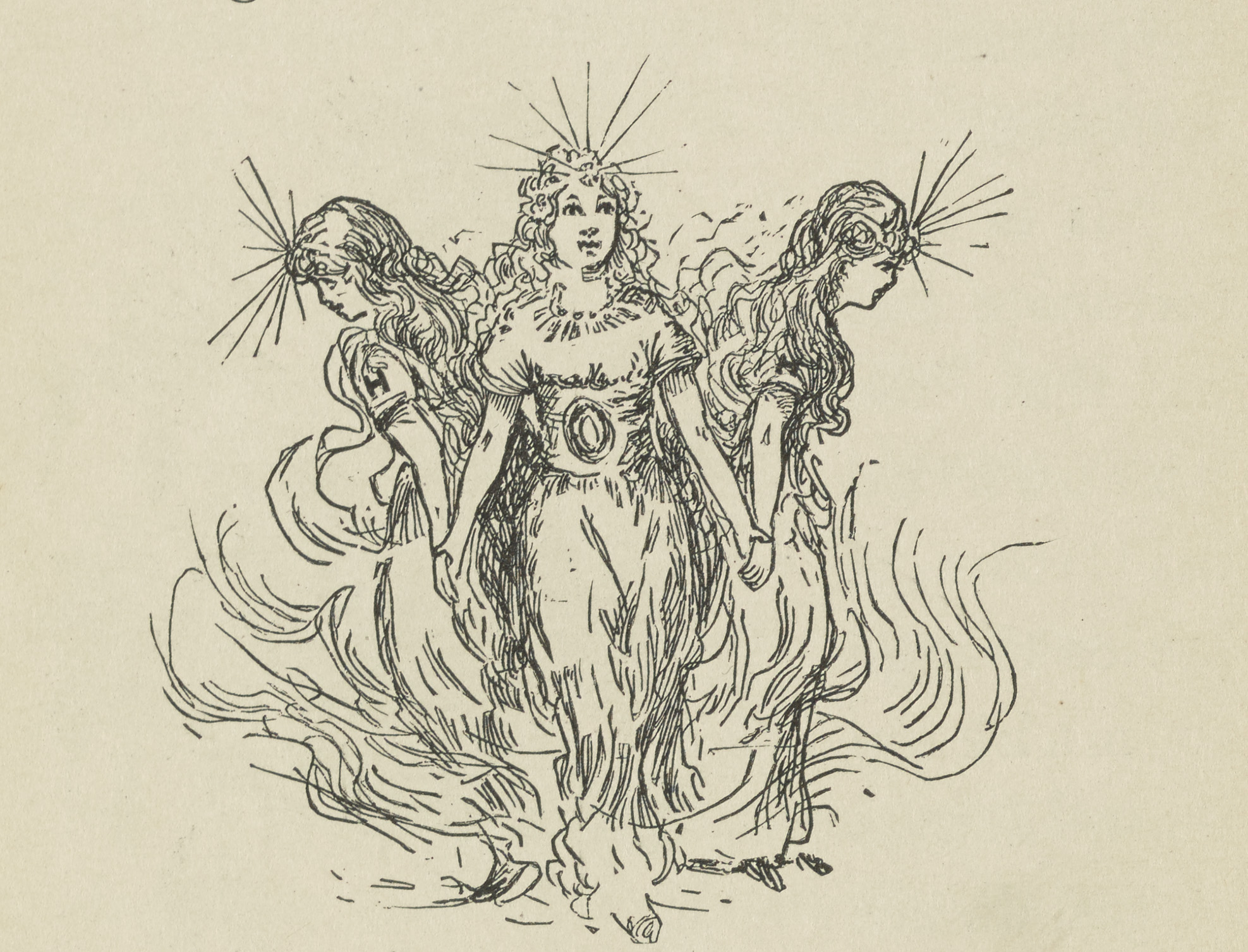
Illustratie uit Real fairy folks; explorations in the world of atoms, 1887
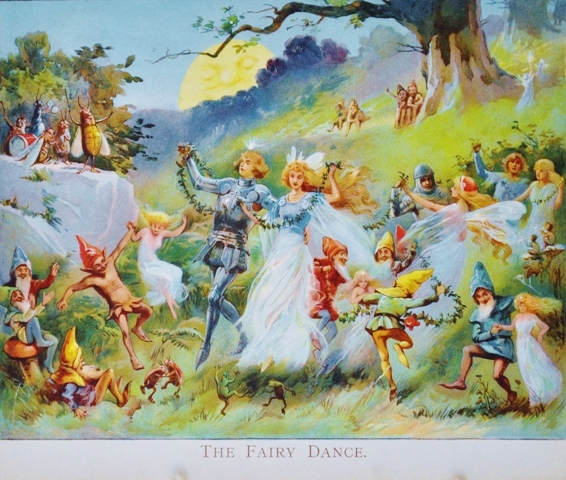
The Fairy Dance, illustratie uit The Book of Gnomes, 1895

## Beschrijvingen

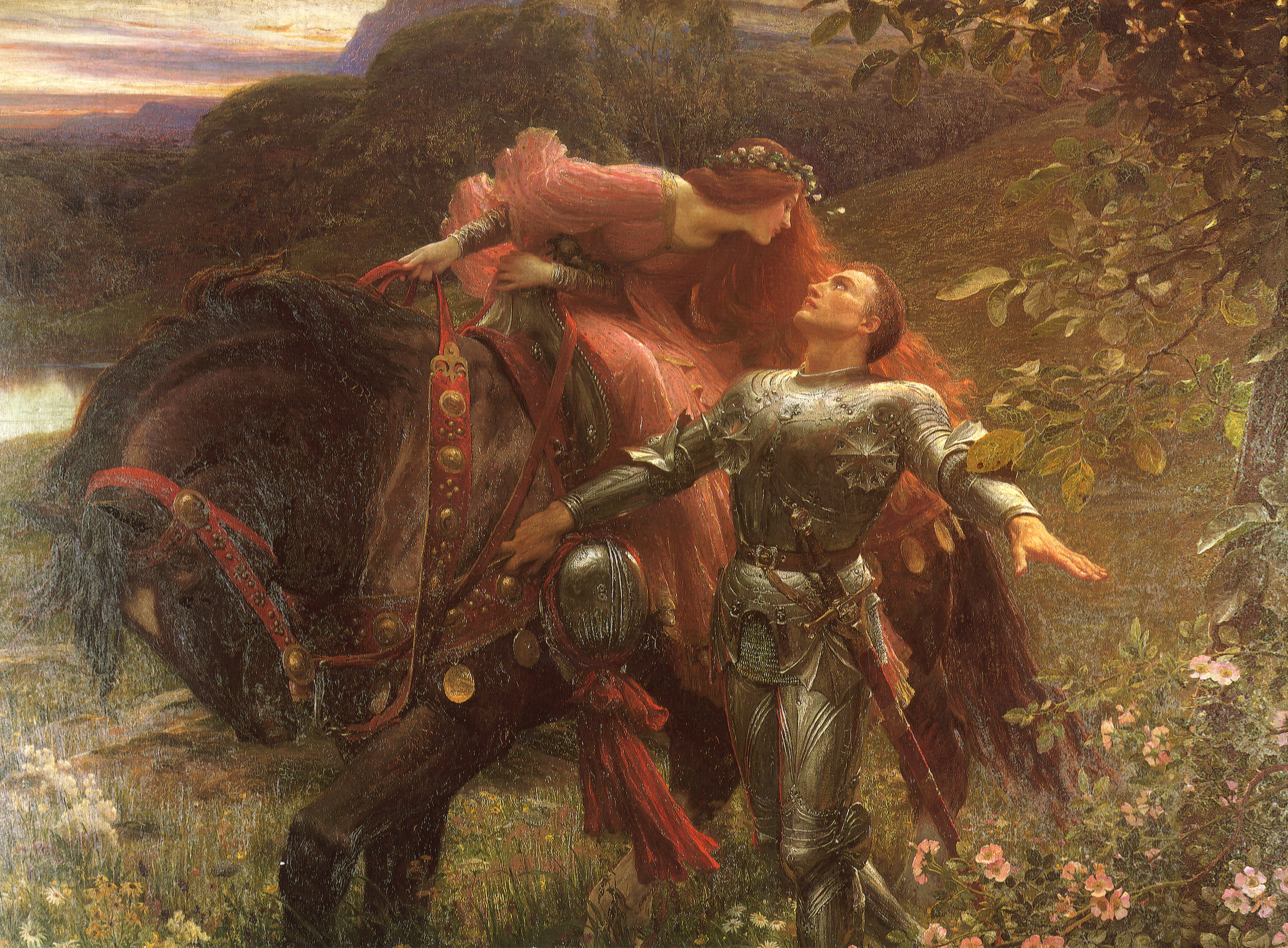
Wereldwijd komen verhalen voor over mensen die verliefd worden op feeën, zoals La Belle Dame sans merci, illustratie van Frank Bernard Dicksee (1853-1928)

Feeën worden over het algemeen beschreven als menselijk van uiterlijk en met magische krachten. Er zijn door de eeuwen heen verschillende soorten kleine feeën gerapporteerd, variërend van vrij klein tot de grootte van een mens. Deze kleine afmetingen kunnen op magische wijze worden aangenomen, in plaats van constant. Sommige kleinere feeën zouden hun lichaam kunnen vergroten om mensen te imiteren.
Op Orkney werden feeën beschreven als klein van gestalte, gekleed in donkergrijs en soms gezien in harnas. In sommige folklore hebben feeën groene ogen. Sommige afbeeldingen van feeën tonen ze met schoeisel, andere op blote voeten. Vleugels, hoewel gebruikelijk in Victoriaanse en latere kunstwerken, zijn zeldzaam in folklore; feeën vlogen door middel van magie, soms neergestreken op stengels van Jakobskruiskruid of op de ruggen van vogels. Moderne illustraties bevatten vaak libel- of vlindervleugels.

## Geschiedenis

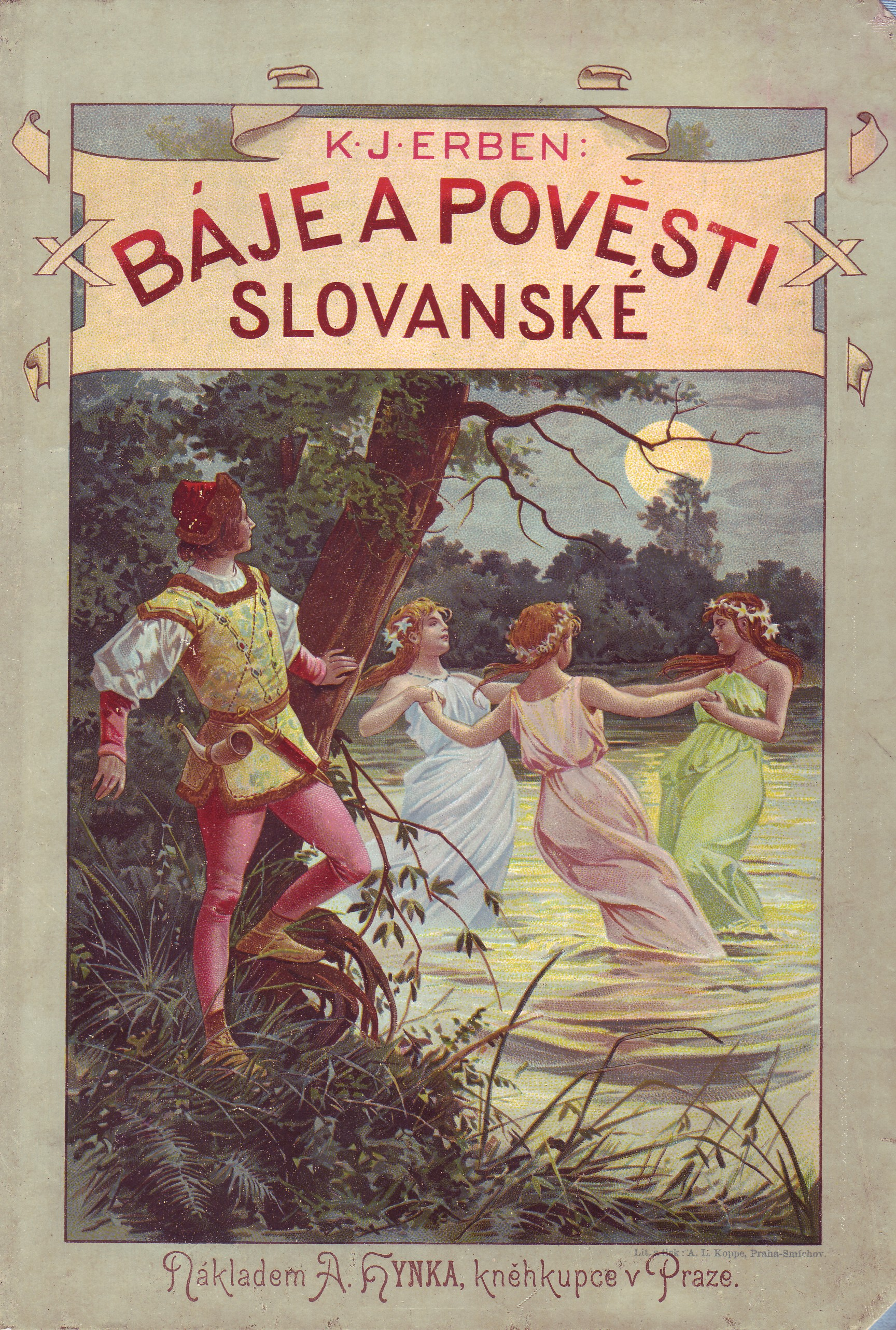
De cover van een boek over de Slavische mythologie, 1901

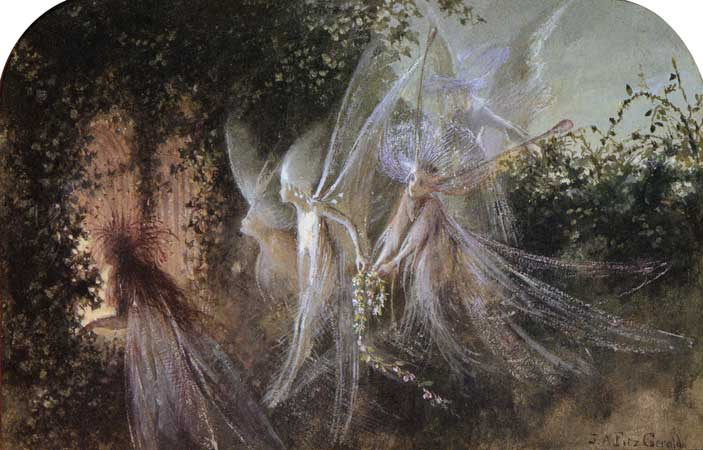
Fairies Looking Through A Gothic Arch, John Anster Fitzgerald (1823-1906)

De westerse feeën zijn ontstaan in de Middeleeuwen, geïnspireerd op folklore, sprookjes, sagen, volksgeloof en mythologie. De Engelse benaming voor een sprookje is fairy tale. Ze spelen een verscheidenheid aan rollen; zie bieden hulp, genezen en begeleiden mensen of geven hen betoverde wapens. Feeën zijn berucht om de kunst om mensen in een cirkel, een heksenkring, te laten dansen en ze op deze manier te laten verdwijnen. Pasgeborenen worden omgeruild met een wisselkind. Feeën beheersen de kunst van magie en passen hun kleding en uiterlijk aan aan hun omgeving.
In de 12e eeuw kwamen twee figuren veelvuldig voor in sprookjes in West-Europa; de goede fee en de (menselijke) minnaar van de fee. In de middeleeuwse literatuur kwamen deze karakters ook veel voor, maar de verhalen over de fee verdwenen met de komst van de Renaissance. Ze kwamen opnieuw voor in A Midsummer Night's Dream en werden populair tijdens het victoriaanse tijdperk, met inbegrip van schilderijen van feeën. Oberon is Koning der Schaduwen en Feeën, hij is het meest bekend als de elfenkoning uit A Midsummer Night's Dream.
Feeën maken nog steeds deel uit van het volksgeloof in IJsland en Scandinavië, mensen beschermen zich daar tegen de kracht van feeën. Ook zijn feeën bekend in de Duitse, Franse en Waalse folklore, alhoewel de bekendheid afgenomen is in de 20e eeuw. Al veel eeuwen lang beweren mensen dat ze feeën hebben gezien, met hen kunnen communiceren en hen om hulp kunnen vragen. In Engeland begon een lang debat over het bestaan van feeën na de publicatie van foto's van de Cottingley Fairies.
De feeën zijn tegenwoordig prominente figuren in het fantasy genre. Ze werden wereldwijd bekend dankzij werken van onder andere Walt Disney, Cicely Mary Barker, Katharine Mary Briggs, Brian Froud, Alan Lee, Pierre Dubois.
Veelal wordt verondersteld dat feeën een magische wereld bewonen (mogelijk afgeleid van Annwfyn en Tír na nÓg), maar desalniettemin in relatie met de mens leven. Ze zouden mensen kunnen meenemen naar de sprookjeswereld, waarvandaan deze niet terug kunnen keren zolang ze daar eten en drinken. Meestal worden ze niet gezien als gevaarlijk, maar in sommige verhalen komen feeën voor die dodelijk kunnen zijn, met name als mensen verliefd op ze worden.
De moderne uitbeelding van feeën in verhalen voor kinderen (waarin ze doorgaans voorgesteld worden als kleine, mooie wezentjes met doorzichtige vleugeltjes en een lichtgekleurd gewaad) vertegenwoordigt een 'gekuiste versie' van een eens ernstige en zelfs sinistere folkloristische traditie. De feeën van het verleden werden gevreesd als gevaarlijke en machtige wezens die soms vriendelijk waren voor mensen, maar ook wreed of boosaardig konden zijn.
In sommige esoterische kringen, zoals de Findhorn Foundation, gebruikt men liever de term deva uit het Sanskriet.

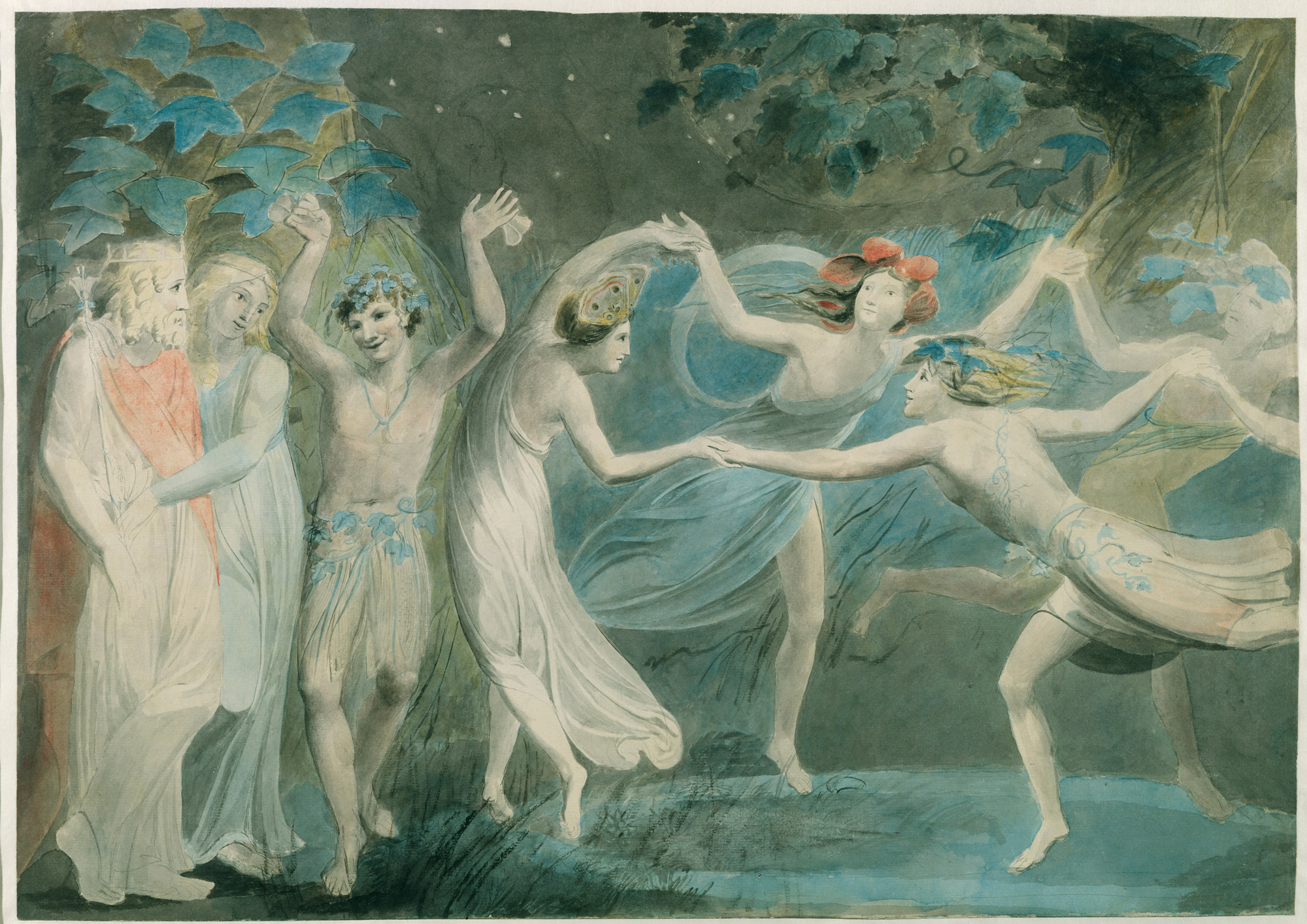
Oberon, Titiana en Puck met dansende feeën, illustratie voor A Midsummer Night's Dream door William Blake, ca. 1786
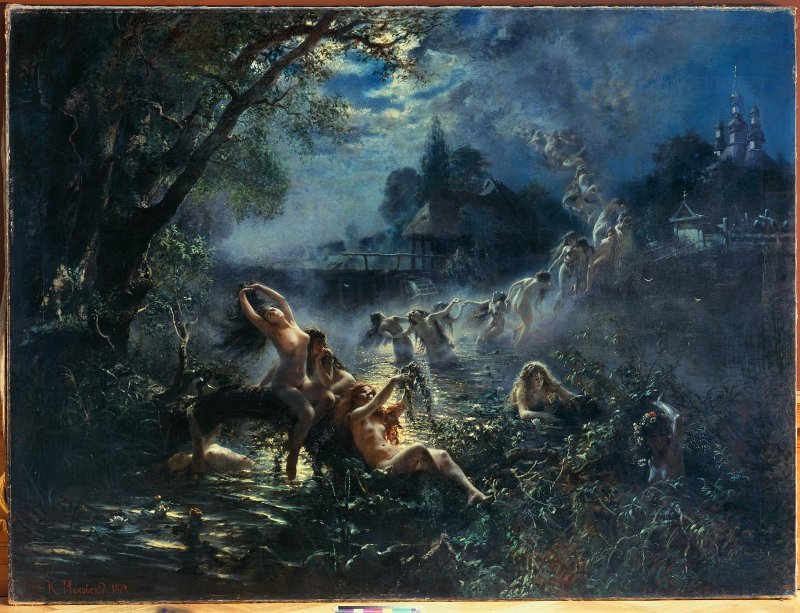
Roesalka door Konstantin Makovski, 1879
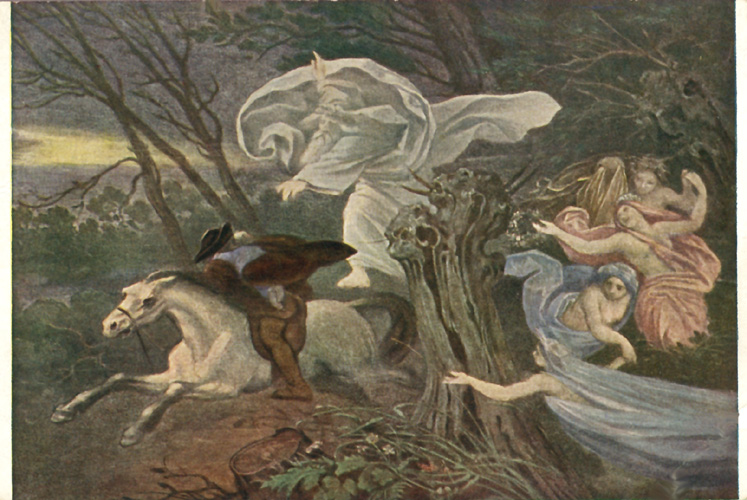
Een vader probeert met zijn zoon te ontkomen aan de Erlkönig en zijn dochters, illustratie bij Erlkönig door Moritz von Schwind, 1917
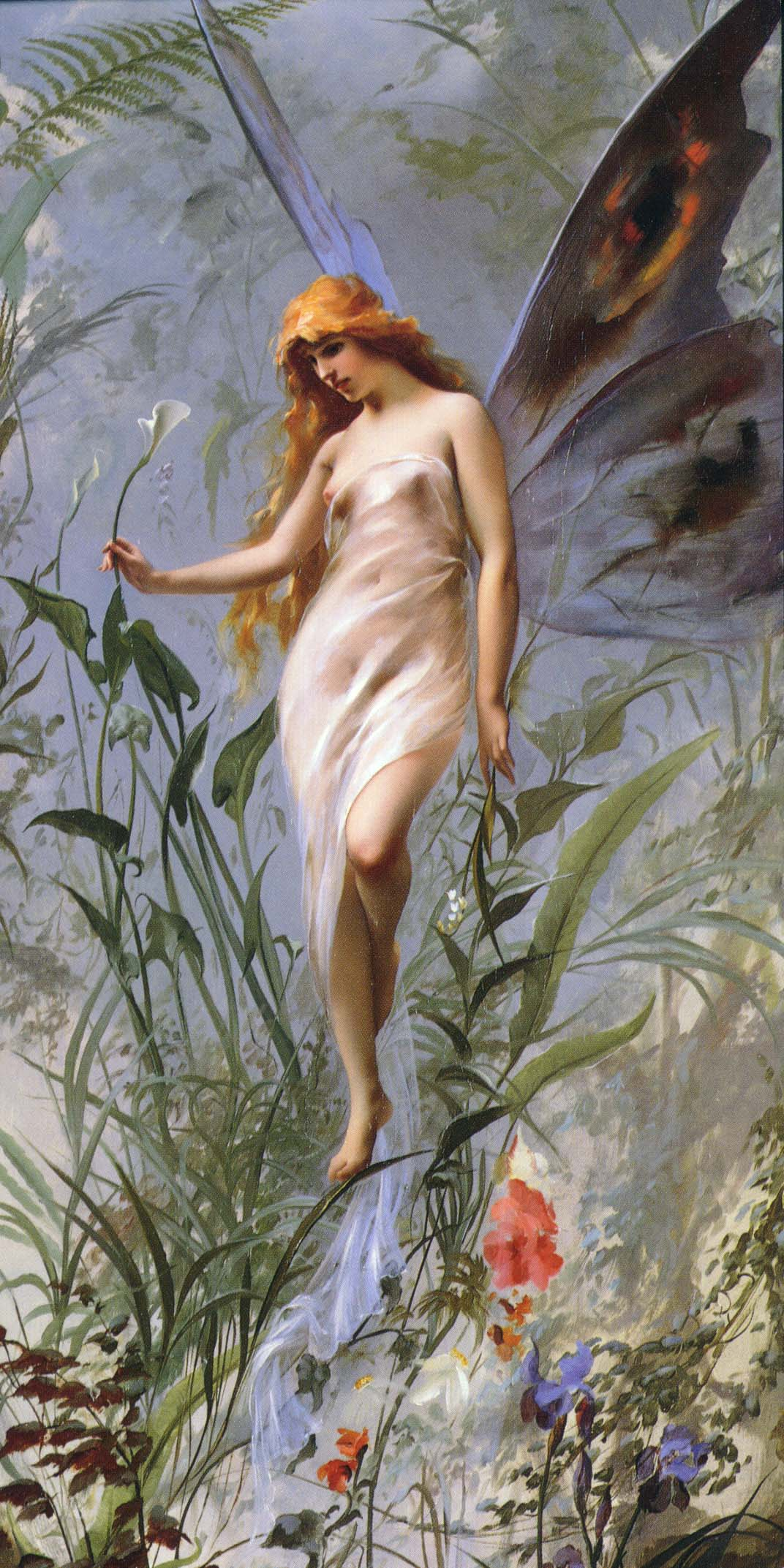
Een kleine fee met vlindervleugels; Lily Fairy door Luis Ricardo Falero, 1888
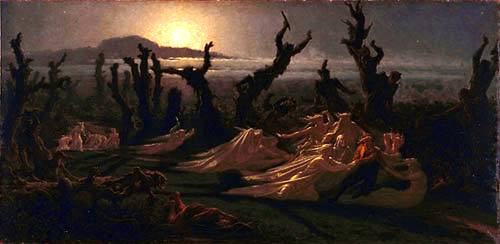
Les Lavandières de la nuit uit Démons et merveilles, Yan Dargent, 1861

## Oorsprong

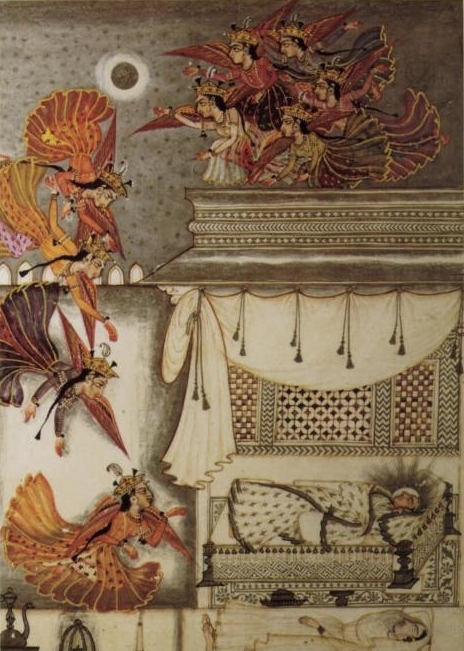
Illustratie bij het mystieke (soefi) verhaal Madhumalati, ca. 1741-1743

Het woord fee is in Nederland bekend sinds de achttiende eeuw, het is overgenomen uit het Frans (tovenares). Het Franse woord komt van het Latijnse fatum (lot) en Fata (godin van het lot). Tegenwoordig wordt het woord fee gebruikt om uiteenlopende vormen van natuurgeesten aan te duiden.
Er zijn verschillende theorieën om de oorsprong van de feeën uit te leggen. De door folkloristen, historici, antropologen, archeologen en schrijvers meest geaccepteerde uitleg is de overleving van verhalen over goden en geesten uit heidense geloven, waaronder de Griekse mythologie, Romeinse mythologie en Keltische mythologie. De functie is veranderd met de komst van monotheïsme en in het bijzonder met de komst het christendom in Europa. De wezens werden gedemoniseerd of gerationaliseerd.
In de 6e eeuw schreef Martin van Braga dat de geesten van bomen en water de verdreven demonen uit de hemel zijn. De geleerde Alfred Maury legt een verband met de schikgodinnen en druïden. Walter Scott verwijst naar Silvanus, satyrs en faunen.
Andere auteurs houden zich aan de mythologische overlevering, zoals de Ier William Butler Yeats. Yeats vertelt dat de Tuatha Dé Danann de feeën werden toen ze werden verslagen. Sommige zijn onzichtbaar, anderen wonen als de Sídhe in Tír na nÓg en de laatsten zitten verstopt onder de terpen. Pierre Dubois verwijst naar de Noorse mythologie, waar de reus Ymir de alven (Ljòsálfar en Svartalfer) voortbrengt. Het huldufólk en Huldra zijn ook verborgen of verhuld.
De verschillende theorieën sluiten elkaar niet noodzakelijkerwijs uit, het mengen van een aantal van hen kan de oorsprong van diverse fee-personages in West-Europa uitleggen.
Schrijvers hebben soms hun eigen visies, vaak poëtisch, over de oorsprong van de feeën. James Barrie schreef in The Little White Bird (een van zijn werken over Peter Pan): "Toen de eerste baby voor het eerst lachte, brak zijn lach in een miljoen fragmenten uiteen die in alle richtingen verspreid werden. Dit was het begin van feeën".

### Geesten van de doden

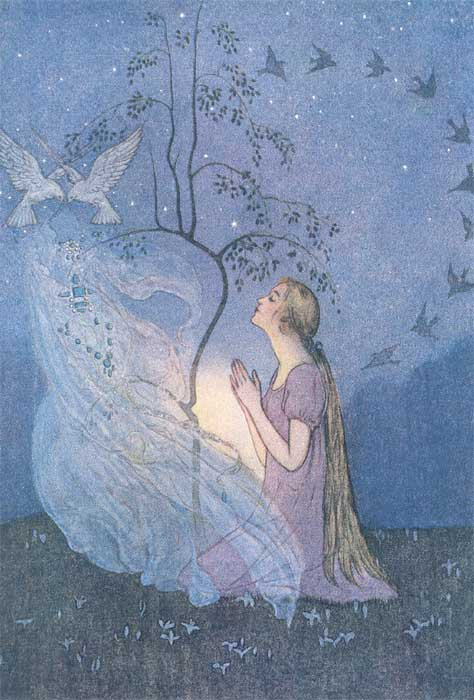
Cinderella en de vogels/de geest van haar overleden moeder, Elenore Abbott, 1920

Een overtuiging was dat feeën geesten van de doden waren. Dit kwam voort uit vele factoren die in verschillende folklore en mythen voorkomen: dezelfde of soortgelijke verhalen over zowel geesten als feeën; de Ierse sídhe, de oorsprong van hun term voor feeën, waren oude grafheuvels; het werd gevaarlijk geacht om voedsel te eten in Fairyland en Hades; de doden en feeën werden afgebeeld als levend onder de grond.
Diane Purkiss observeerde een gelijkstelling van feeën met de vroegtijdige doden die "onafgemaakte levens" achterlieten. Een verhaal ging over een man die betrapt werd door de feeën, die ontdekte dat wanneer hij gestaag naar een fee keek, hij eruitzag als een dode buurman van hem. Deze theorie behoorde tot de meest voorkomende tradities, hoewel veel informanten ook twijfels uitten.
De fee of Fairy Godmother in Assepoester is in enkele gevallen de overleden moeder van het meisje dat door vogels wordt gerepresenteerd.

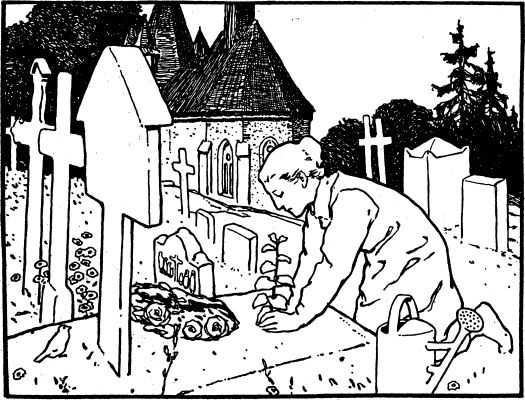
Aschenputtel bij het graf van haar moeder, er zit een vogel op, Otto Ubbelohde, 1909
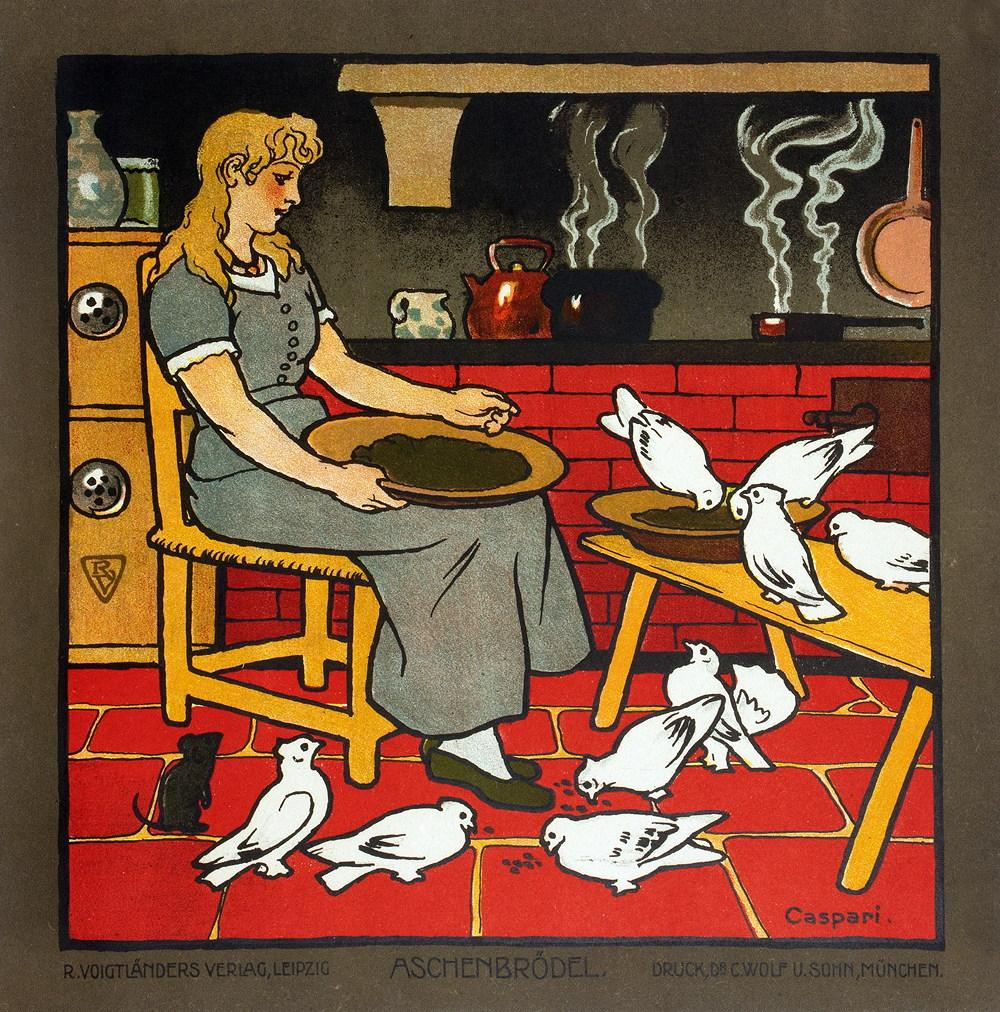
Aschenbrödel, Walther Caspari, 1905

### Gevallen engelen

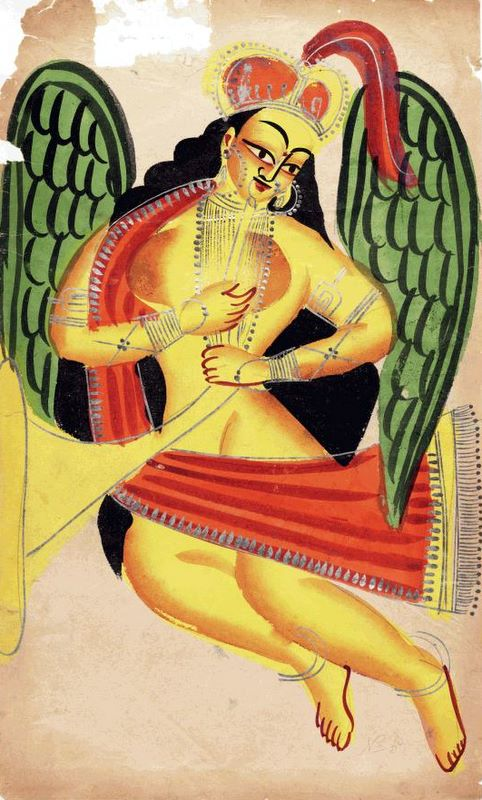
Peri uit de Perzische mythologie, 1875

Volgens een christelijk principe waren feeën een klasse van "gevallen" engelen. Een verhaal beschrijft een groep engelen die in opstand kwam en dat God opdracht gaf om de poorten van de hemel te sluiten; degenen die nog in de hemel waren, bleven engelen, degenen in de hel werden demonen en degenen die er tussenin gevangen zaten, werden feeën. Anderen schreven dat sommige engelen, die niet goddelijk genoeg waren, maar niet slecht genoeg voor de hel, uit de hemel werden geworpen. Dit concept kan de traditie verklaren van het betalen van een ‘teind’ of tienden aan de hel; als gevallen engelen, hoewel niet echt duivels, konden ze worden gezien als onderdanen van Satan.
Jacobus I van Engeland verklaarde in zijn proefschrift Daemonologie dat de term 'faries' verwees naar illusoire geesten (demonische entiteiten) die profeteerden tegen, omgingen met en vervoerden tegen de individuen die ze dienden; in de middeleeuwen zou een heks of tovenaar die een pact met een vertrouwde geest had gesloten, deze diensten kunnen ontvangen.
In de theosofische kringen van Engeland van de 19e eeuw werd een geloof in de "engelachtige" aard van feeën gerapporteerd. Entiteiten die deva's worden genoemd, zouden vele natuurprocessen leiden, zoals de evolutie van organismen, de groei van planten, enz.  Van deze wezens zouden er vele in de zon wonen (zonne-engelen). De meer aan de aarde verbonden devas waren o.a. natuurgeesten, elementalen en feeën die zijn beschreven als vermeld in de vorm van gekleurde vlammen, ongeveer de grootte van een mens.
Arthur Conan Doyle meldde, in zijn boek uit 1922 The Coming of the Fairies; The Theosophic View of Fairies, dat de eminente theosoof E.L. Gardner feeën had vergeleken met vlinders, wier functie was om een essentiële schakel te verschaffen tussen de energie van de zon en de planten van de aarde, door te beschrijven dat ze geen strakke vorm hadden ... kleine, wazige en ietwat heldere kleurwolken met een helderdere sprankelende kern. "Die groei van een plant die we beschouwen als het gebruikelijke en onvermijdelijke resultaat van het associëren van de drie factoren zon, zaad en aarde, zou nooit plaatsvinden als de feeënbouwers afwezig waren."
In de Perzische mythologie is Peri een vergelijkbaar wezen.

### Kerstening van heidense goden

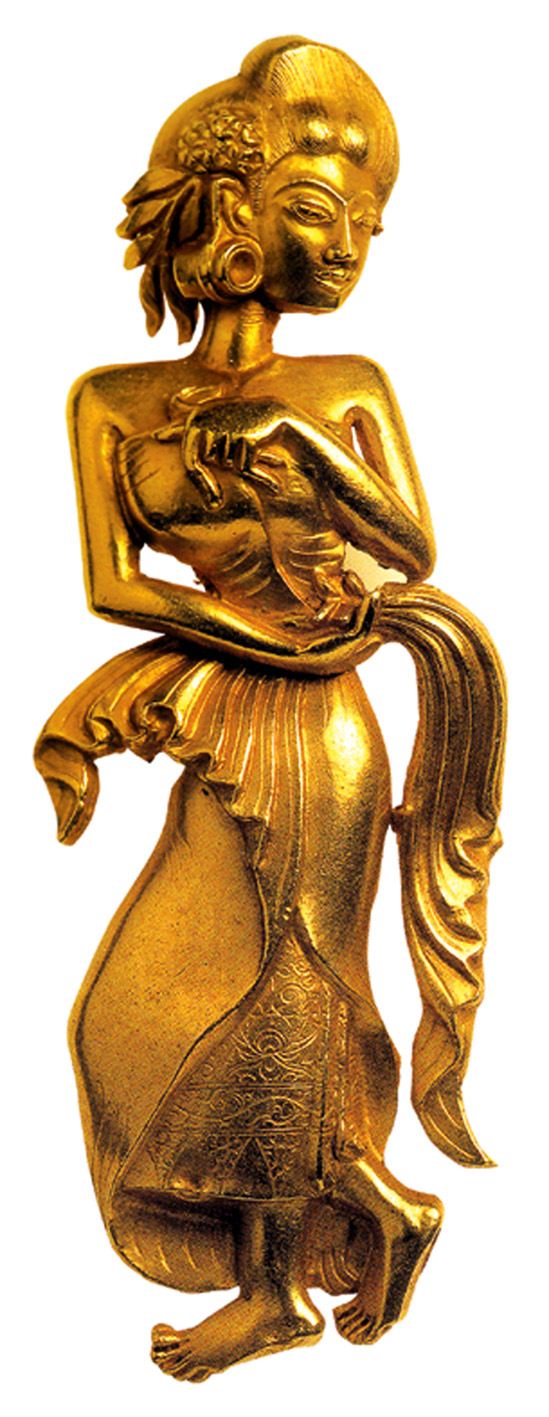
Gouden apsara; de nimfen of apsara zijn hemelse maagden die in de hemel van god Indra leven. Ze zijn goddelijk mooi en staan bekend om hun speciale opdrachten van Indra om asceten te verleiden die door hun strenge praktijken machtiger kunnen worden dan de goden.

Eens dacht men dat feeën oorspronkelijk werden aanbeden als godheden, zoals nimfen en boomgeesten, en met de groeiende overheersing van de christelijke kerk, bleef de eerbied voor deze godheden bestaan, maar in een afnemende staat van vermeende macht. Veel verouderde goden uit oudere folklore en mythen werden hergebruikt als feeën in Victoriaanse fictie (zie de werken van William Butler Yeats voor voorbeelden). De goden uit oude legendes en mythologieën worden afgeschilderd mythische wezens zoals feeën, vooral in de meer recente geschriften. Tijdens de kerstening verdwenen de heidense goden uit de religie, maar bleven aanwezig in de volksverhalen en folklore.
In de middeleeuwen bestaat er verwarring tussen feeën en godinnen. Feeën in de middeleeuwse verhalen lijken op de godin Venus en vooral op de godin Diana, die vele eigenschappen deelt met inbegrip van de link naar de natuur. Er zijn ook overlappingen met nimfen en de dryaden. Kennis, toegeschreven aan de feeën, zoals waarzeggerij en genezing duidt op een goddelijke oorsprong. Claude Lecouteux ziet overeenkomsten met de zwanenjonkvrouwen en Walkuren. Ook zij veranderden van machtige godinnen in lelijke heksen en uiteindelijk evolueerden zij in de populaire cultuur tot schone maagden.
Ook bijvoorbeeld Cailleach is een feeëngeest, zij wordt ook een heks genoemd. Vrouw Holle wordt "De Witte Dame", maar ook "De Zwarte Grootmoeder" genoemd en wordt als koningin van de kabouters of alven aangeduid. Mari is de belangrijkste godin uit de Baskische mythologie, ze is ook bekend als Anbotoko Sorgina (de heks van Anboto) en Anbotoko Damie (de dame van Anboto).
De Donas de fuera werden door de Spaanse Inquisitie beschouwd als een overblijfsel van een heidense bijgeloof dat moest worden uitgeroeid en niet serieus moest worden genomen. In de 16e tot midden 17e eeuw speelden deze feeën een rol in de heksenprocessen in Sicilië.
Tijdens de heksenvervolgingen wordt de beeldwit gedemoniseerd tot een incarnatie van de duivel, heks of tovenaar.

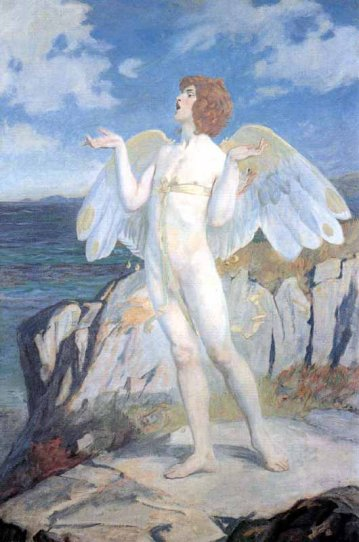
Áengus mac Óg op een schilderij uit de victoriaanse tijd; hij is een van de Tuatha Dé Danann
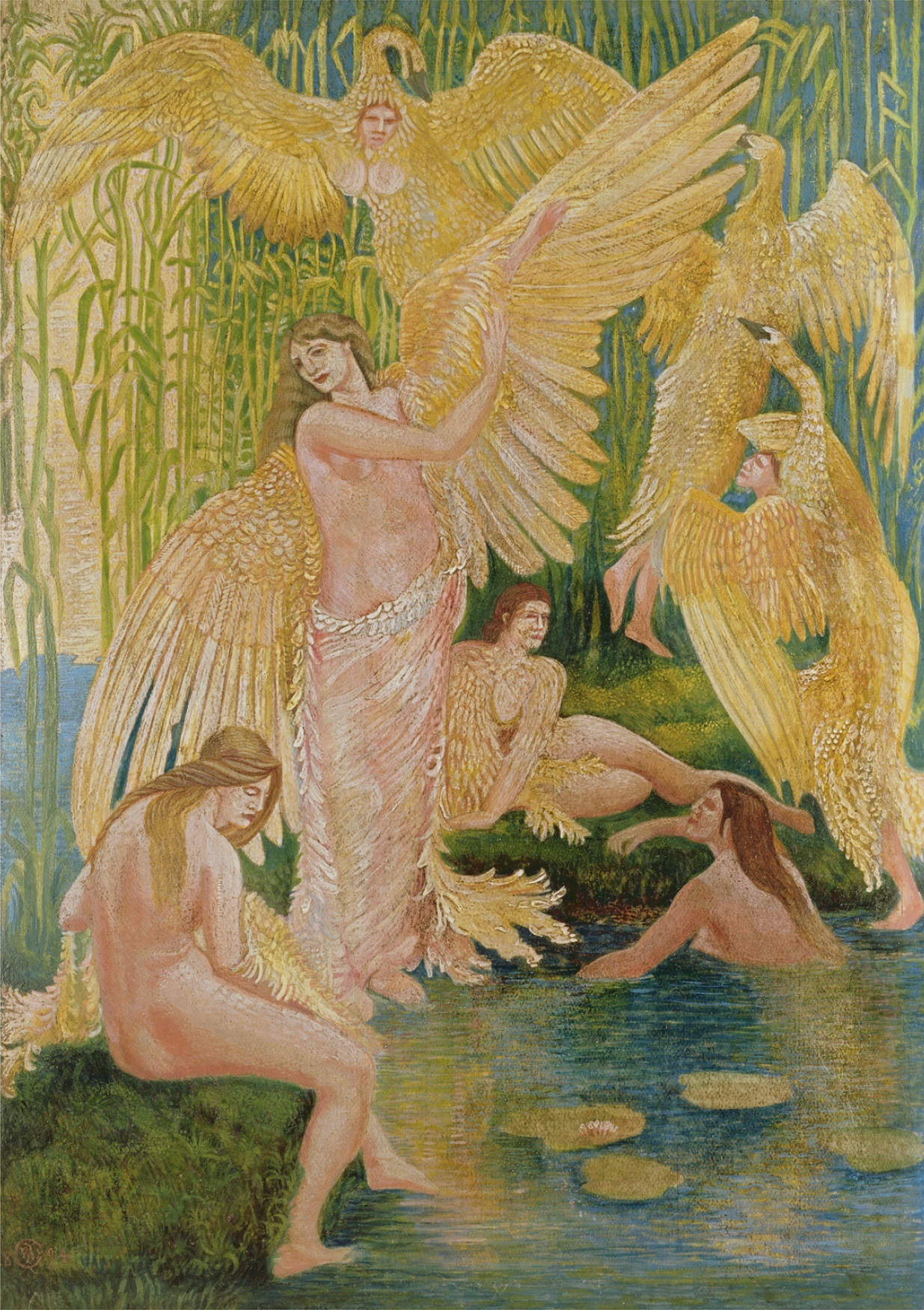
De zwanenjonkvrouwen; The Swan Maidens door Walter Crane, 1894
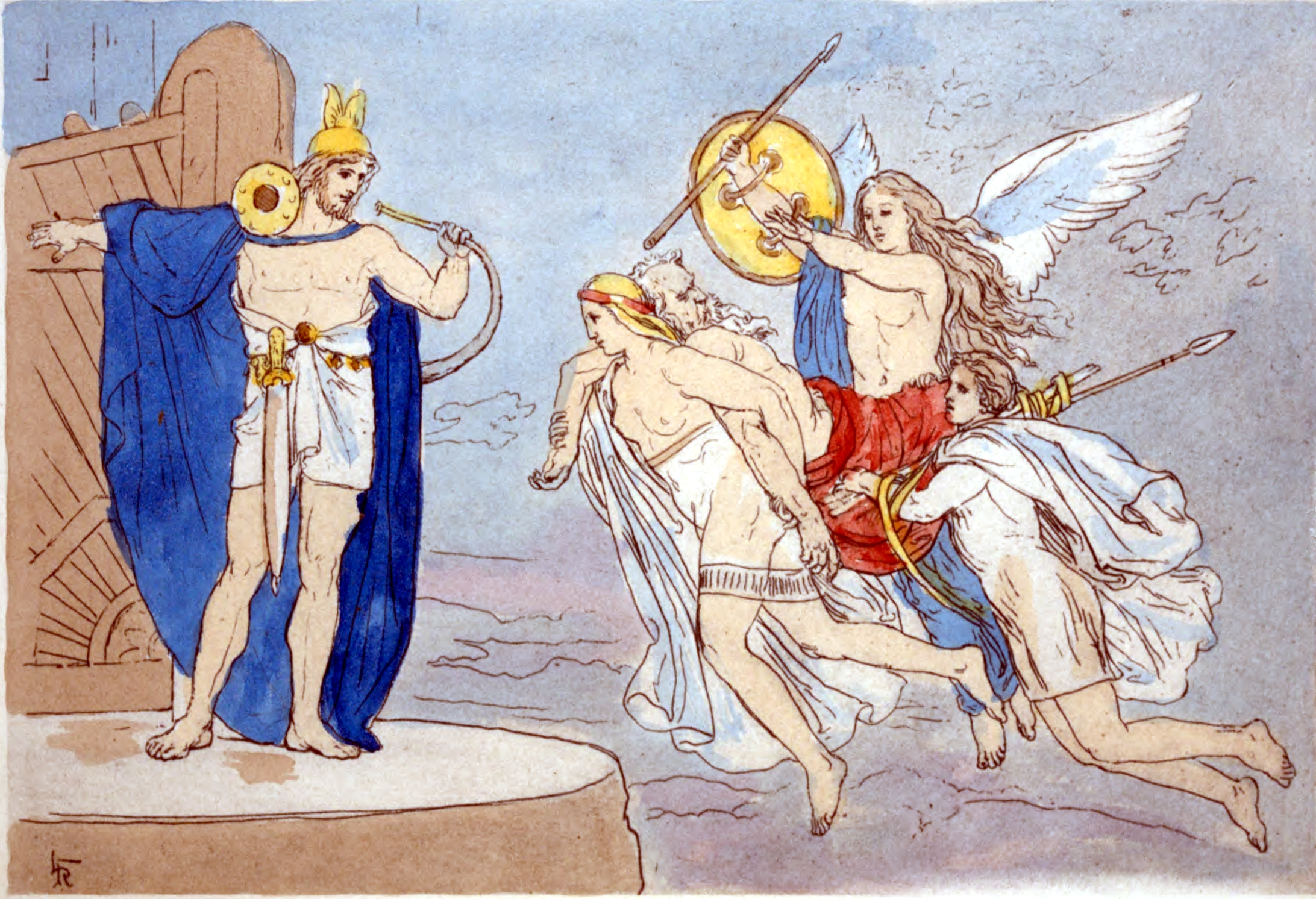
De walkuren brengen het gedode lichaam van een strijder naar Walhalla, Heimdallr wacht ze op; Lorenz Frølich, 1906
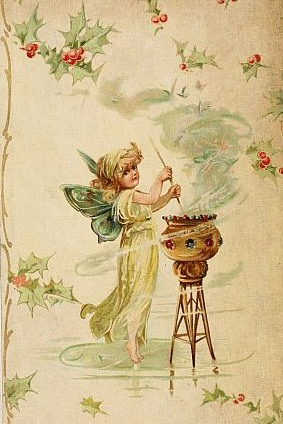
De magie van een fee; Fairy Magic, 1878
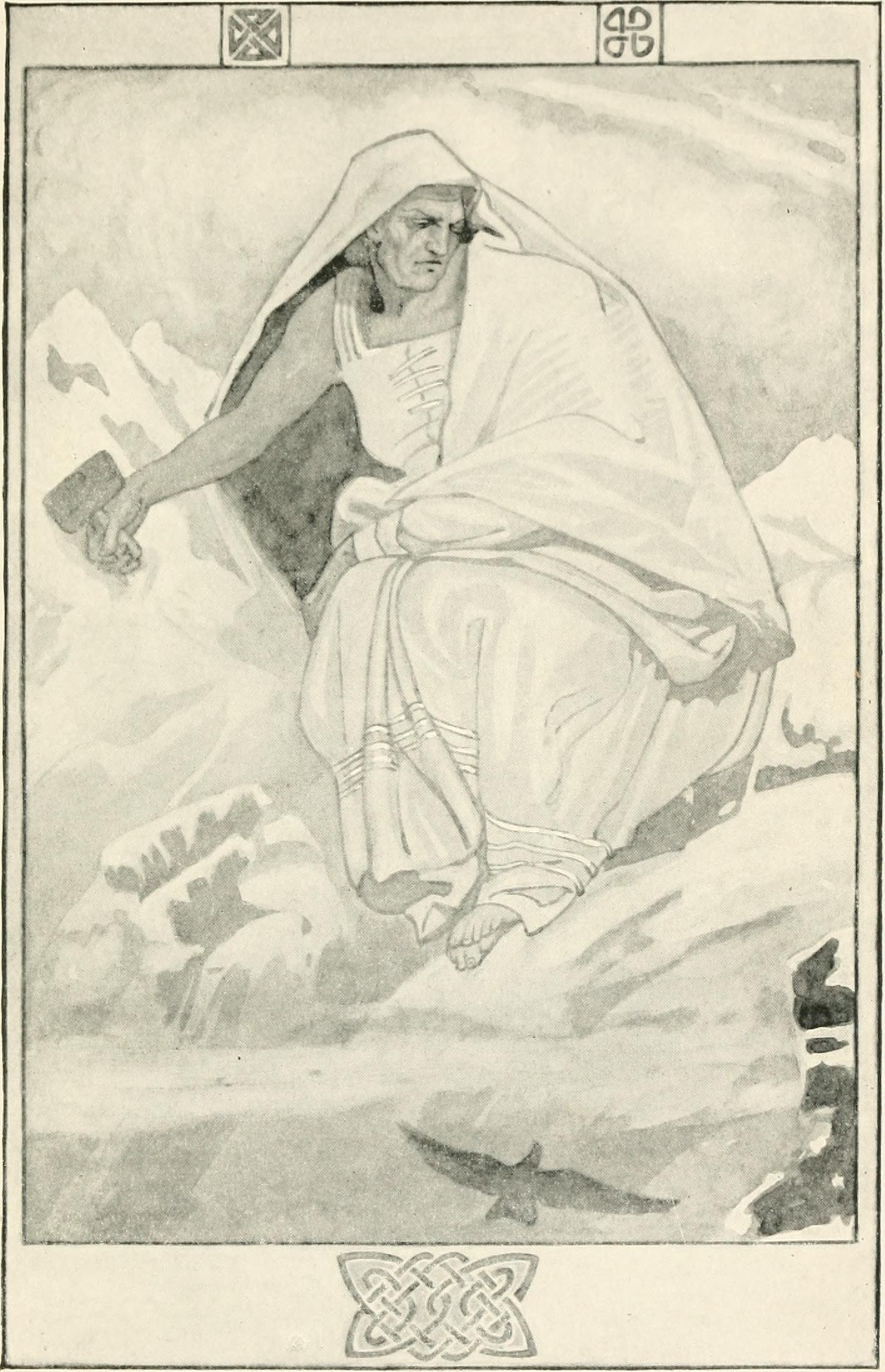
Cailleach in Wonder Tales from Scottish Myth and Legend, John Duncan , 1917

### Feeën zijn demonen
Een opgetekend christelijk geloof uit de 17e eeuw duidde feeën als demonen. Dit perspectief werd populairder met de opkomst van het puritanisme onder de Reformed Church of England (zie: Anglicanisme). De kobold, ooit een vriendelijke huisgeest, werd beschouwd als een boze goblin. Omgaan met feeën werd als een vorm van hekserij beschouwd en als zodanig bestraft. In A Midsummer Night's Dream van William Shakespeare stelt Oberon, koning van de elfen, dat noch hij, noch zijn hof bang zijn voor de kerkklokken, die de beroemde auteur en christelijke apologeet C.S. Lewis zag als een politieke distantie van elfen. In een tijdperk van intellectuele en religieuze onrust, wierpen sommige Victoriaanse herwaarderingen van de mythologie goden in het algemeen op als metaforen voor natuurlijke gebeurtenissen, die later door andere auteurs werd weerlegd (zie: The Triumph of the Moon, door Ronald Hutton ). Deze omstreden manier van denken droeg bij aan de moderne betekenis van 'feeën'.

### Godinnen van het lot

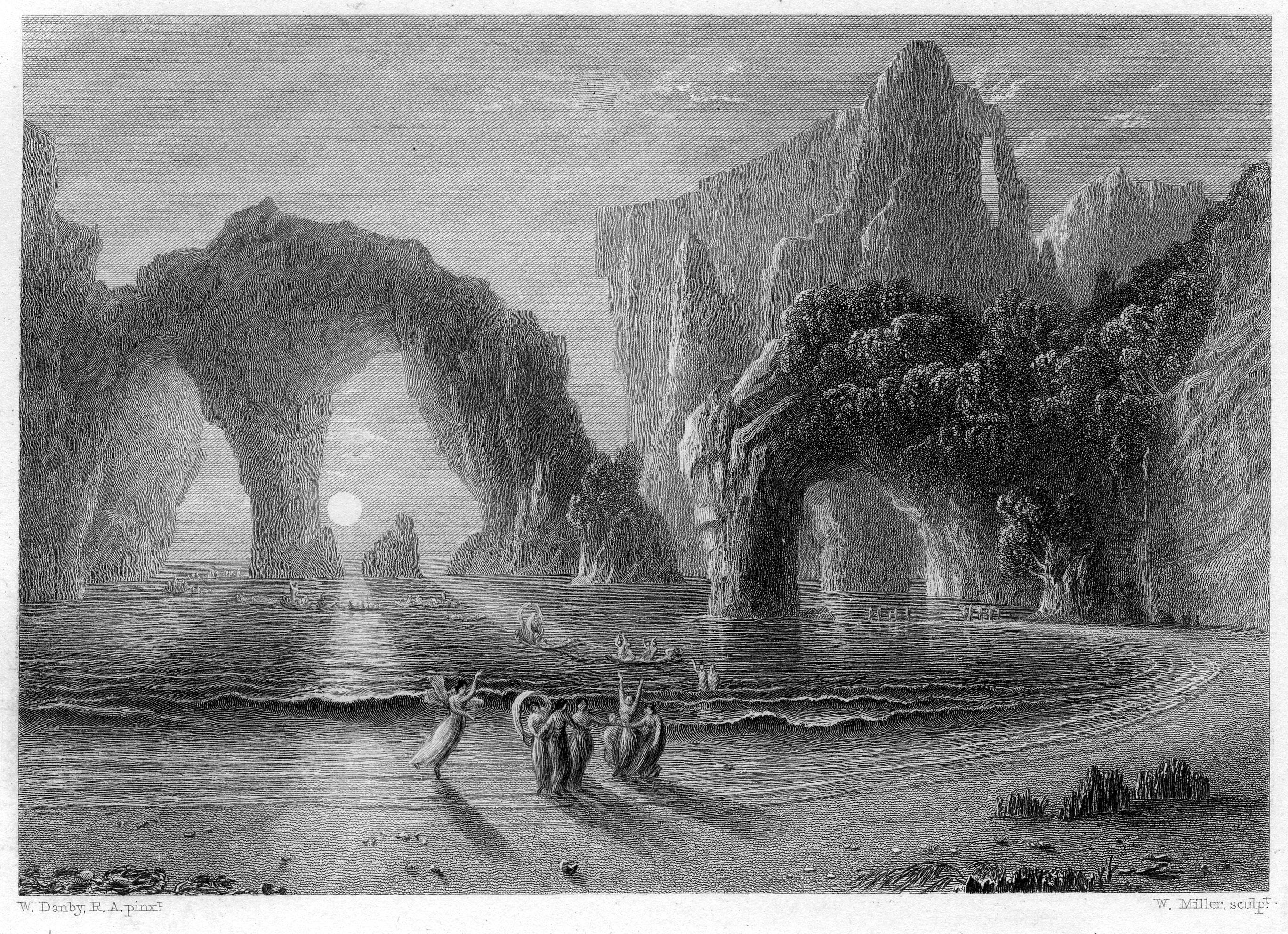
Feeën dansen bij de branding tijdens volle maan, William Miller, 1833

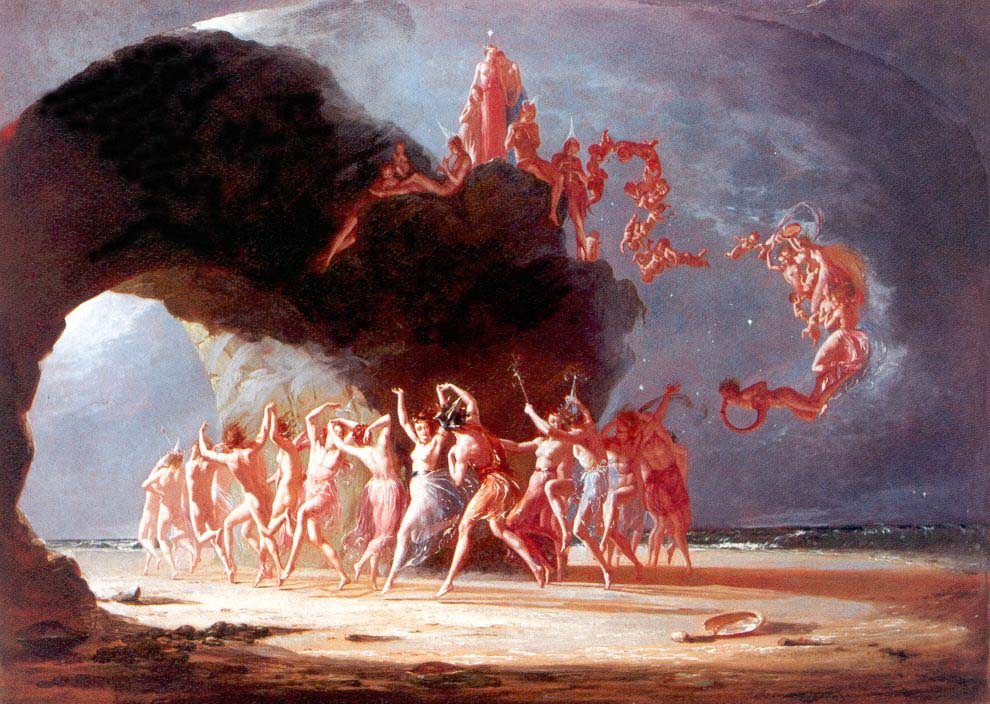
Come unto These Yellow Sands", 1842

Tante Arie en haar ezel brengen cadeautjes aan de kinderen, 1880

Feeën bezitten de gave het menselijke lot en de toekomst te kunnen zien. Ze kunnen dit ook mededelen aan degene die het aangaat.
Alfred Maury en Laurence Harf-Lancner zien de Nornen, Sibillen en Parcen als voorouders van de Franse fee. Karl Grün stelt ook dat de Nornen de voorouders zijn van de Duitse feeën. Claude Lecouteux ziet de Fylgja als voorouders van de Scandinavische feeën. Zie ook fatum, Fylgja en Hamingja.

### Elementalen
Een theorie dat feeën intelligente soorten waren, verschillend van mensen en engelen. Een alchemist, Paracelsus, classificeerde kabouters en sylfen als elementalen, dat wil zeggen magische entiteiten die een bepaalde natuurkracht personifiëren en krachten over deze krachten uitoefenen. Folkloristische verslagen hebben feeën beschreven als "geesten van de lucht".

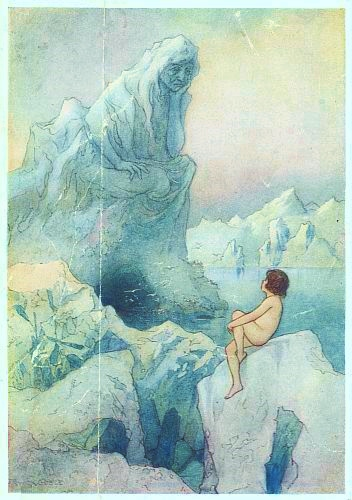
Illustratie uit The Water-Babies - A Fairy Tale for a Land-Baby

### Personificatie van natuurlijke krachten
Sommige onderzoekers zoals Claude Lecouteux, Alfred Maury en Laurence Harf-Lancner zien in verschillende feeën personificaties van water. Het archetype van de "water fee" is inderdaad universeel aanwezig in de West-Europese mythologie. Wat in veel verhalen terugkomt is dat deze wezens in water leven en mannen die zich in hun buurt waagden het water in zouden lokken met het plan hen te verdrinken. Er zijn ook verhalen over een ontmoeting tussen deze waterwezens en een mens, waaruit kinderen ontstaan.
Middeleeuwse teksten over feeën bevatten vaak het element water, zoals Lanval die aan de oever van de stroom gaat liggen mijmeren en door twee mooie jonkvrouwen naar een fee wordt gebracht. Na enige tijd neemt zij Lanval mee naar Avalon. Morgens kammen hun haren zoals sirenes en laten mannen verdrinken, ze worden in verband gebracht met Morgana. Ook Loreley kamt haar haren en zingt betoverende liederen, zodat schippers op de rotsen varen.
De Nikker, Ondine en zeemeerminnen worden door Claude Lecouteux ook in verband gebracht met de Germaanse fee. Net zoals sirenes en zeemeerminnen zingen de Korrigan, ze kammen hun lange haren en jagen bij fonteinen en bronnen. Ze kunnen mannen verliefd op zich laten worden, maar doden hen wanneer dit gebeurt.
Ook andere mythologische waterwezens kunnen in verband worden gebracht met feeën, zoals de roesalka uit de Slavische mythologie en de selkie uit de folklore van de Faeröereilanden, IJsland, Ierland en Schotland. De selkie heeft veel overeenkomsten met de zwanenjonkvrouwen. De baobhan sith (fee-vrouw) is een fee-vampier die de vorm aanneemt van een beeldschone vrouw om mannen te verleiden en hun bloed te drinken.
In de Japanse mythologie is de Kappa bekend, dit wezen houdt van relatief onschuldige grappen maar vertoont ook erger gedrag zoals het stelen van voedsel of ontvoeren van kinderen. Zelfs vandaag de dag zijn bij sommige vijvers en andere vormen van water waarschuwingsborden geplaatst om mensen voor de Kappa te waarschuwen.
Jogah zijn kleine geesten, vergelijkbaar met feeën, in de mythologie van de Irokezen. Zij vertegenwoordigen aspecten van de natuur en zijn verdeeld in verschillende groepen op basis van hun relatie tot de wereld: de Gahonga zijn de jogah van rotsen en rivieren, de Gandayah maken de aarde vruchtbaar en de Odhows hebben controle op de geesten van de onderwereld, ze voorkomen dat ze opstijgen naar het oppervlak van de aarde.
De apsara's vertegenwoordigen het element water. Ze zijn uitstekende danseressen en staan er om bekend goden en mensen te verleiden. Apsara betekent op het water lopende, ze worden veelal afgebeeld met een lotusbloem in de hand. Ook de Anjana uit Cantabrië worden in verband gebracht met water. De asrai zijn kleine, vrouwelijke waterfeeën, ze veranderen in een waterplasje als ze in aanraking komen met zonlicht.

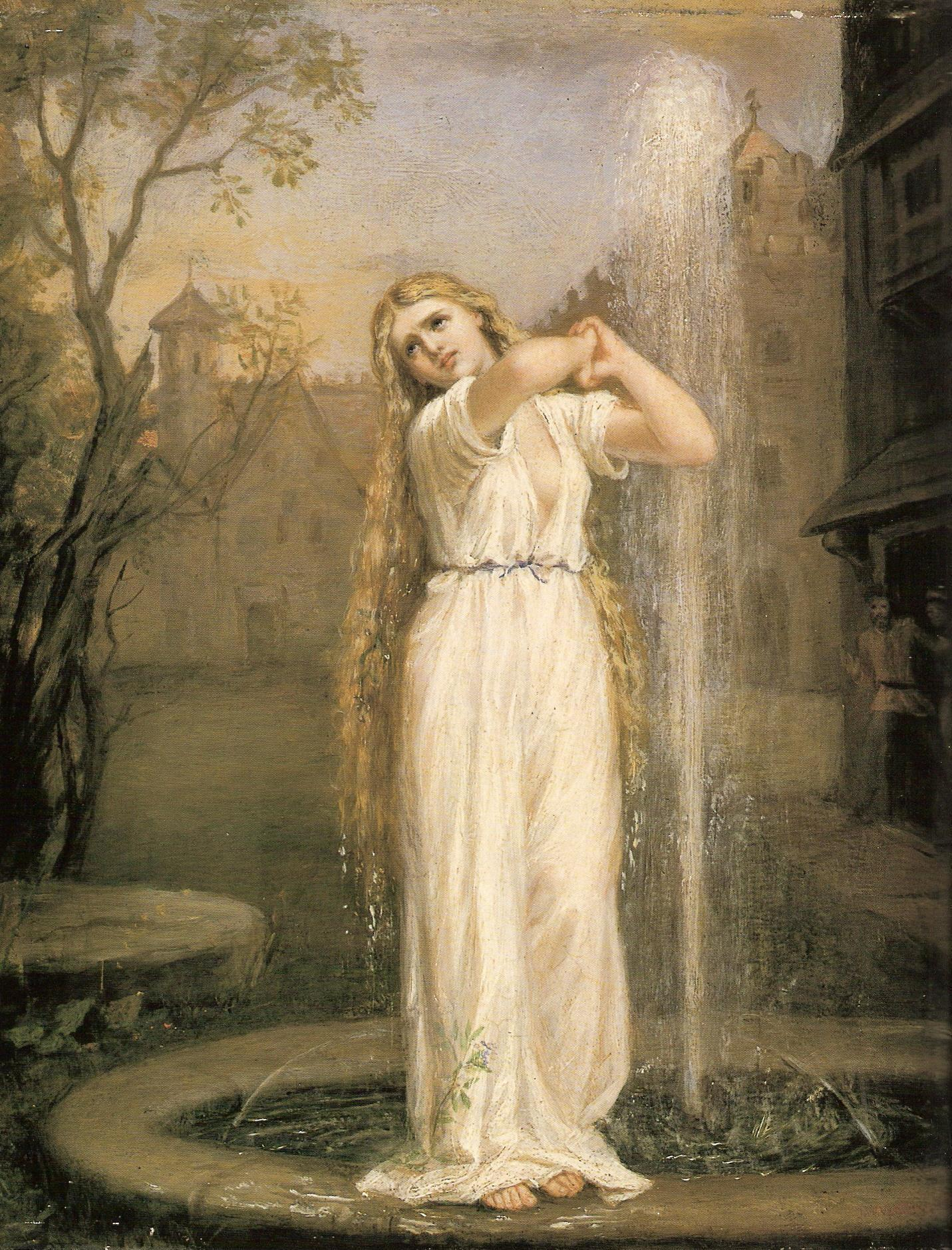
Undine door John William Waterhouse, 1872
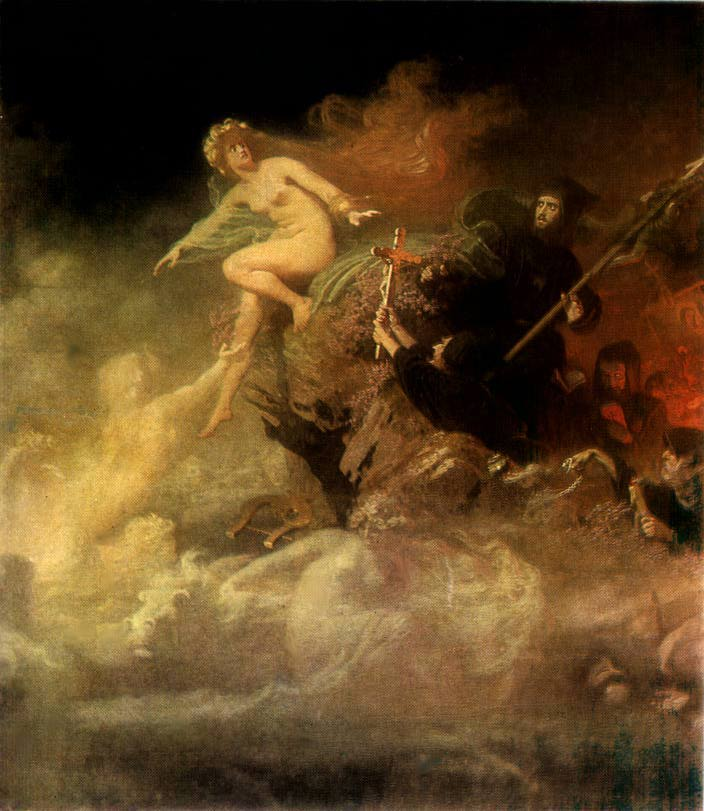
Loreley en de monniken, Johann Köler (1826-1899)
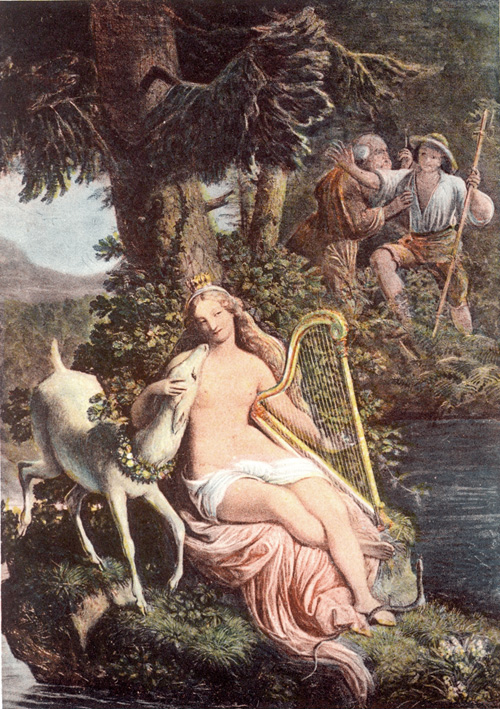
De Nixe des Wildsees, Jakob Götzenberger, 1844
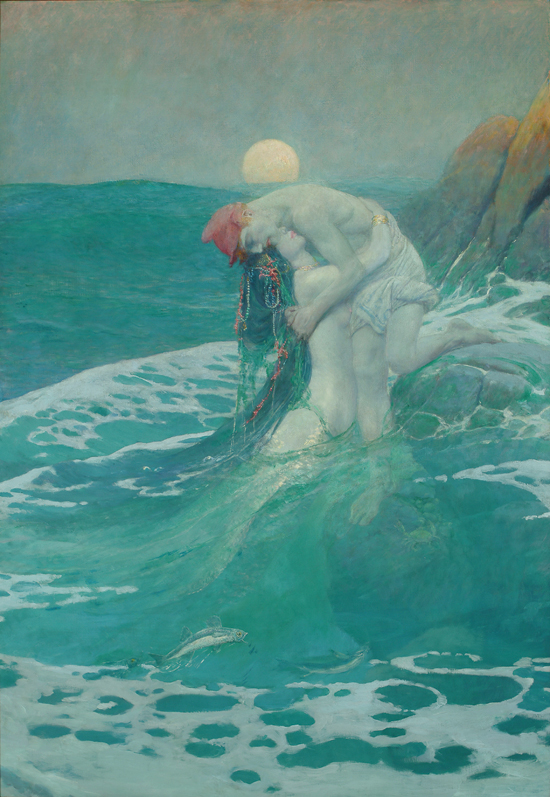
Mermaid, Howard Pyle, 1910
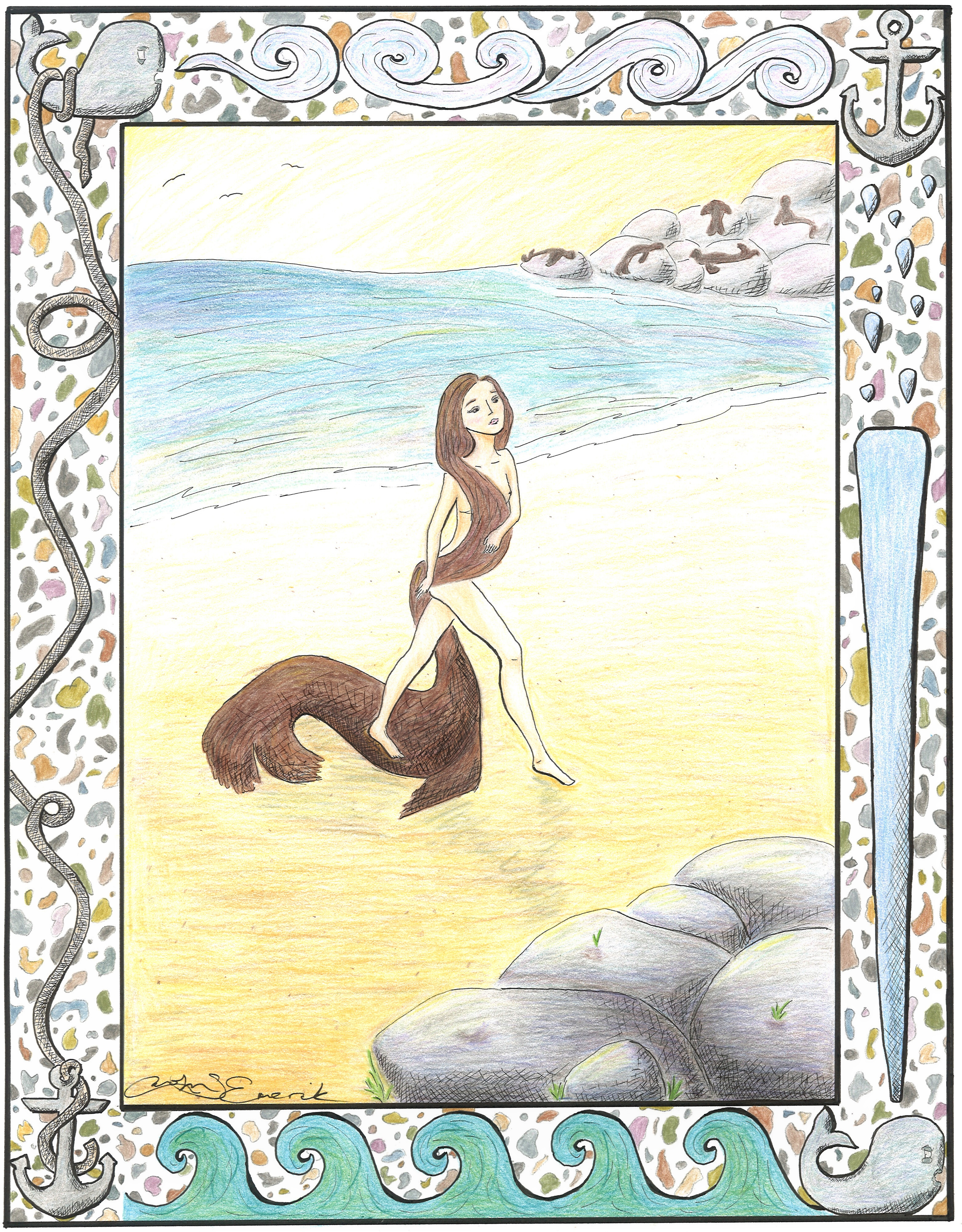
Een selkie doet haar vacht af op het strand

### Dodencultus

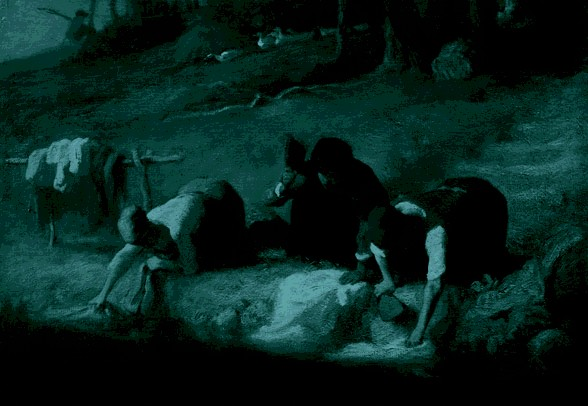
Feeën van de nacht, gedeelte van een schilderij van Jean-François Millet

Katharine Mary Briggs en Lady Wilde, moeder van Oscar Wilde, legden een verband tussen feeën en dodencultussen. Het is gebaseerd op de overeenkomsten tussen spoken en feeën in bepaalde verhalen.
De Banshee kondigt de dood aan. Ze staat in nauw contact met de onderwereld. De koningin van de doodsfeeën wordt Áine genoemd, zij brengt de overledenen naar de onderwereld. Alleen ongeneeslijk zieke mensen konden de zang van de doodsfee horen en zagen dit als teken van verlossing. De doodsfeeën hebben nog een andere taak: zij beschermen het ongeboren leven. De doodsfeeën begeleiden mensen dus bij het betreden en verlaten van deze wereld.
Ook de beeldwit en de witte wieven worden in verband gebracht met de dood.

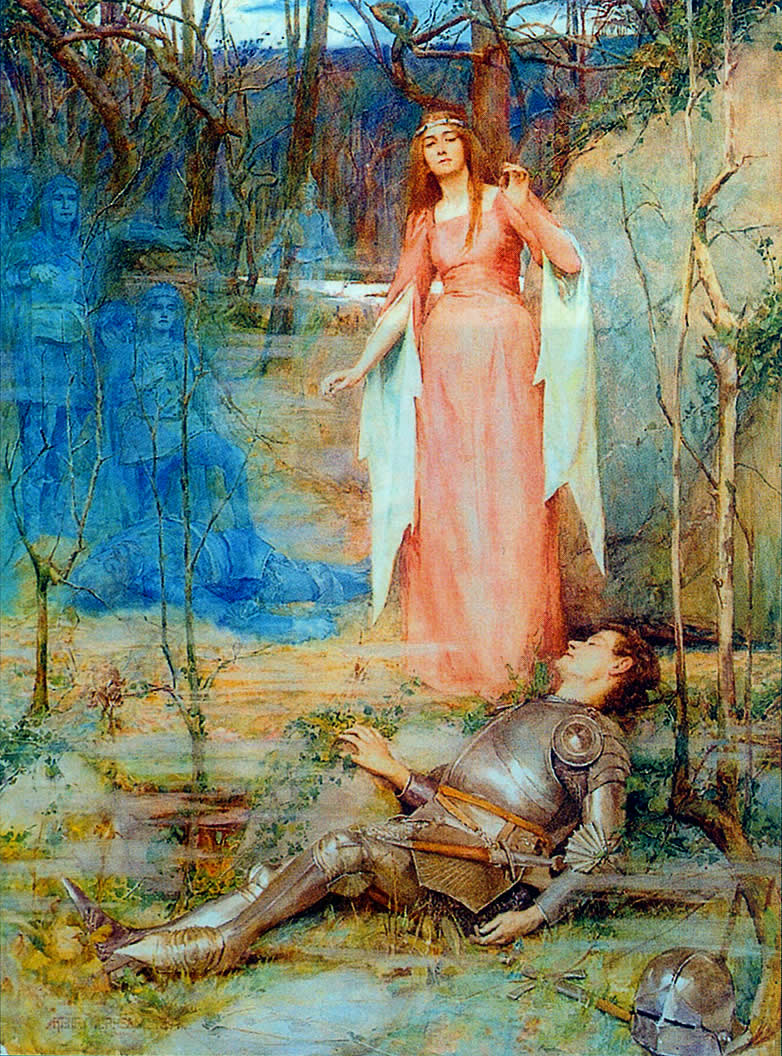
The Banshee, Henry Meynell Rheam, 1897-1901
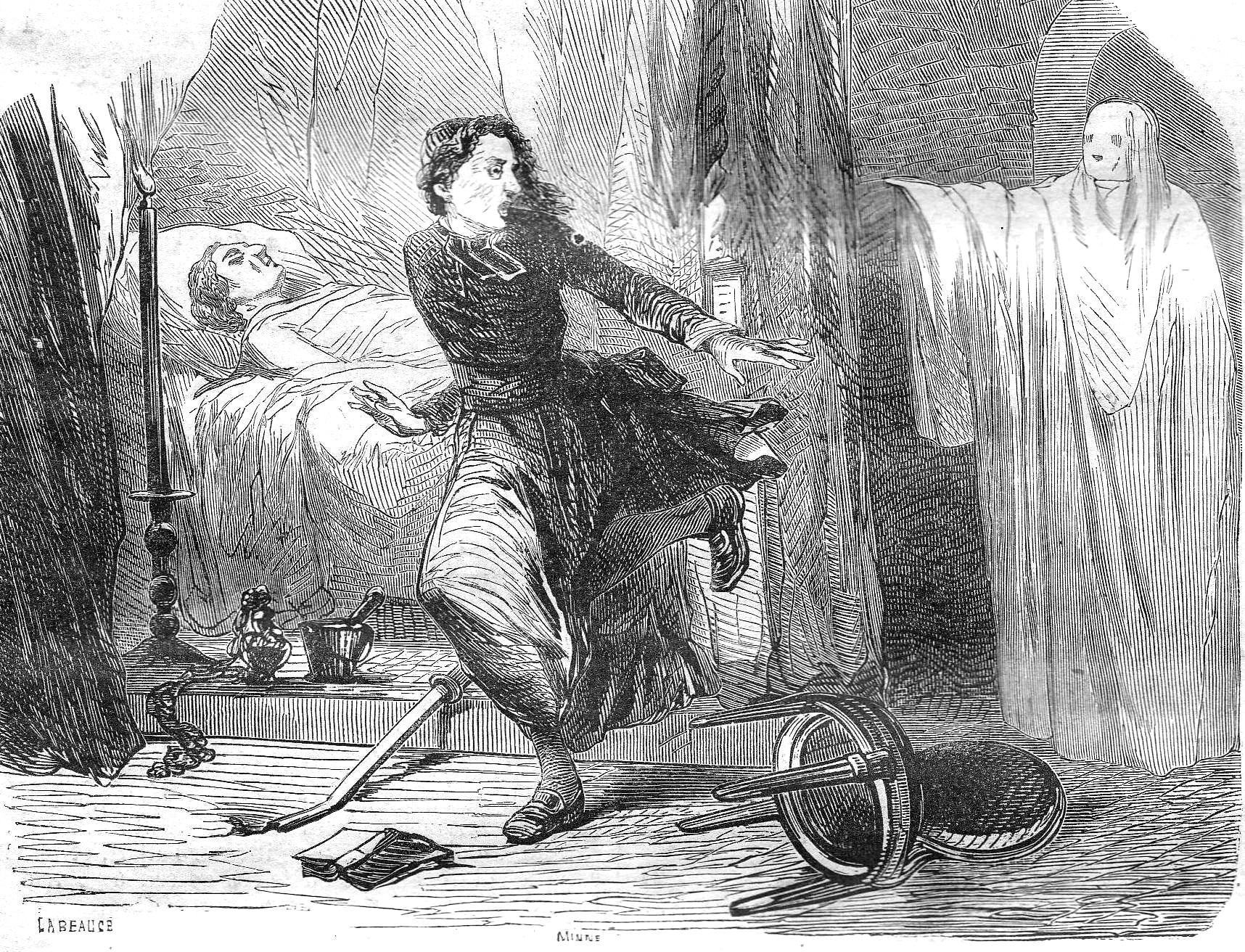
De verschijning van een dame blanche bij het bed van een stervende, Frankrijk, 1857

### Druïden
Sommige  onderzoekers, onder meer Jacques Collin de Plancy, wijzen op het verband met druïden. Jules Garinet geloofde dat feeën vrouwelijke druïden zijn en Olaus Magnus spreekt van bosgoden die in donkere grotten wonen en plotseling kunnen verdwijnen.

### Verborgen mensen
Een veelvoorkomend verhaal gaat over een volk van kleine omvang dat geleidelijk werd verdrongen door andere volken en werd gedwongen om ondergedoken te leven. Ze zouden gezien te worden als een ander ras, of als geesten, en staan er bekend om dat ze ondergronds leven, verborgen in de heuvels (inclusief tumuli). Soms wordt gezegd dat ze aan de andere kant van de zee in het westen wonen.
Volgens populaire folklore werden pijlpunten van vuursteen in de steentijd gemaakt door feeën. De angst voor ijzer werd geïnterpreteerd als angst voor de ijzeren wapens die door de indringers werden gedragen, terwijl de feeën alleen waren gewapend met vuursteen. Ze werden gemakkelijk verslagen in de fysieke strijd. Groene kleding en ondergrondse huizen worden gezien als een reactie op de behoefte om zich te verbergen voor vijandige mensen. Verder maken ze gebruik van magie en de ontwikkelden een noodzakelijke vaardigheid om te vechten tegen een volk met wapens en fysieke kracht.
Enkele archeologen vonden in de 19e eeuw een ondergrondse kamer op de Orkneyeilanden, ze meenden dat er overeenkomsten waren met het land van de elfen in Childe Rowland.

### Victoriaanse opvattingen
Volgens de opvattingen van het victoriaanse tijdperk was het kannibalisme van ogers toe te schrijven aan herinneringen van primitievere tijden, waarin de primitieve volken werden verslagen door meer geavanceerde volkeren. De selkies, mensen die van gedaante konden veranderen en dan zeeroofdieren werden, werden gezien als de herinnering aan primitieve volkeren die per kajak reisden en zeehondenbont droegen. De Pygmeeën werden naar voren gebracht als een voorbeeld van mensen die ooit in een gebied hebben geleefd, maar in aantal kleiner werden en later als mythe werden gezien.
Onderzoekers, zoals Claudine Glot, geloven niet in deze theorieën; "de verhalen zijn onlosmakelijk verbonden met de fee".

## Plaatsen die in verband worden gebracht met feeën

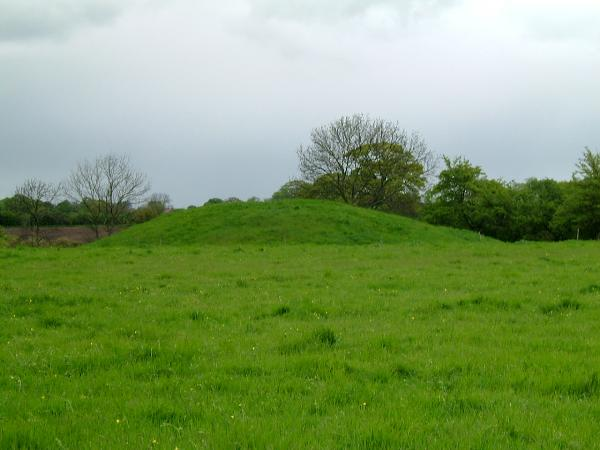
Loop 9 keer rond de grafheuvel, steek een ijzeren mes in de bovenkant en leg je oor te luisteren, je kunt de feeën horen praten onder de grond volgens de folklore

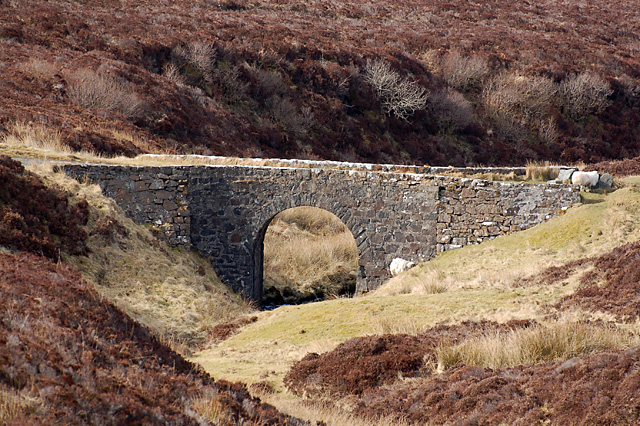
Fairy Bridge, deze brug wordt in verband gebracht met bovennatuurlijke gebeurtenissen, moorden, geesten en andere onverklaarbare zaken - er wonen nog altijd feeën onder de brug

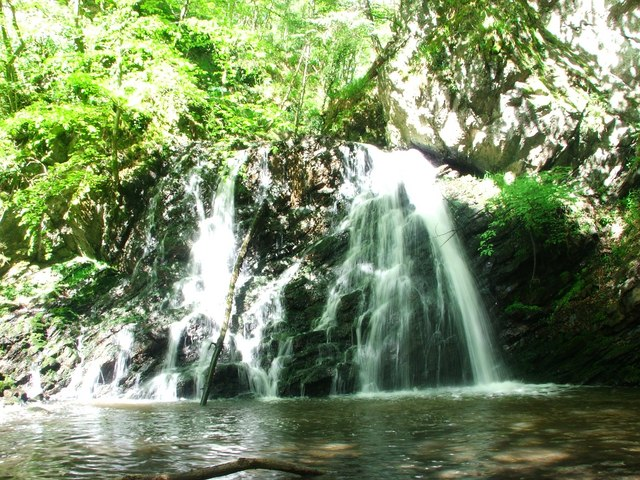
Waterval in Fairy Glen; het is een oud gebruik dat kinderen op zondag de omgeving opruimden en ze strooiden bloemblaadjes als offer voor de feeën, als dank zorgden de feeën voor schoon water

Er zijn veel plekken die in verband worden gebracht met feeën. Spriggans zijn in de omgeving van oude ruïnes en grafheuvels te vinden, ze bewaken schatten en treden op als lijfwacht van feeën. Piskies (ook wel pixies) dansen bij Keltische offerstenen.
Volgens de traditie zijn sommige van de nog bestaande ráths bewoond door feeën en leprechauns. Deze forten worden "fairy forts" genoemd. Sommige verhalen geven aan dat de toegang tot het rijk van de feeën in de Smoo Cave ligt.
De korreds of korregs worden in verband gebracht met Tinkinswood en cromlechs. Ze zouden 's nachts rond de cromlechs dansen en worden gezien als de makers van deze bouwwerken.
Het huis van Viviane zou het huis van Viviane (de Vrouwe van het Meer) uit de Arthursage zijn. Het bouwwerk stond in vroeger tijden bekend als tombe van de druïde. La Roche-aux-Fées is een hunebed, feeën zouden de stenen getransporteerd hebben. In Frankrijk zijn er dolmens, hunebedden of ganggraven met eenzelfde naamgeving, zoals het huis van de fee (la maison des feins) of de oven van de fee (four des feins). Zie ook dolmens in Frankrijk.
De lichtwezens zouden 's nachts tijdens volle maan op open plekken in bossen zijn te vinden. Waar de feeën dansen, wordt volgens dagen het gras groener en malser.
De gouden Mold cape werd op Bryn yr Ellyllon, de Fairies' Hill (feeënheuvel) of Goblins' Hill (orkheuvel) gevonden.

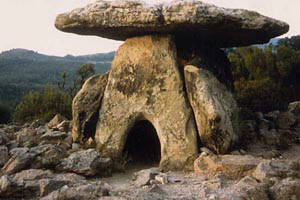
Ostalet de las fadas (het kleine huis van de feeën) in Hérault
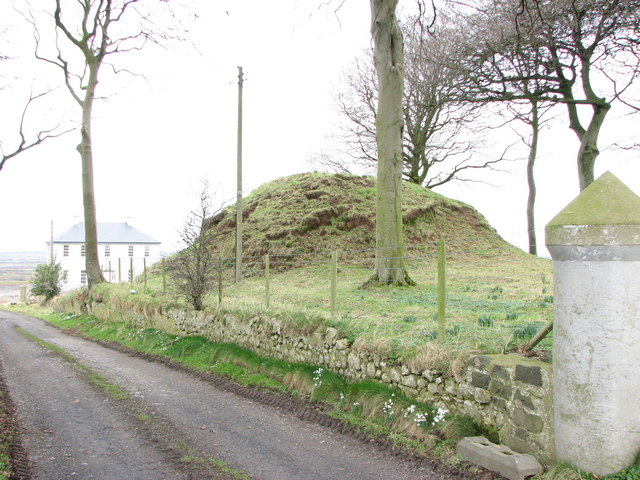
Fairy fort; een motte, Ballymoney
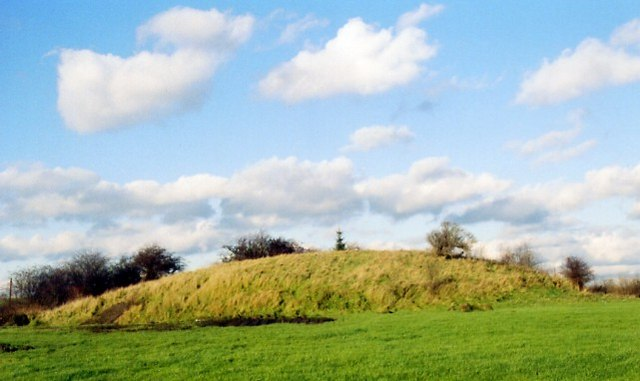
Fairies Hill, Wakefield
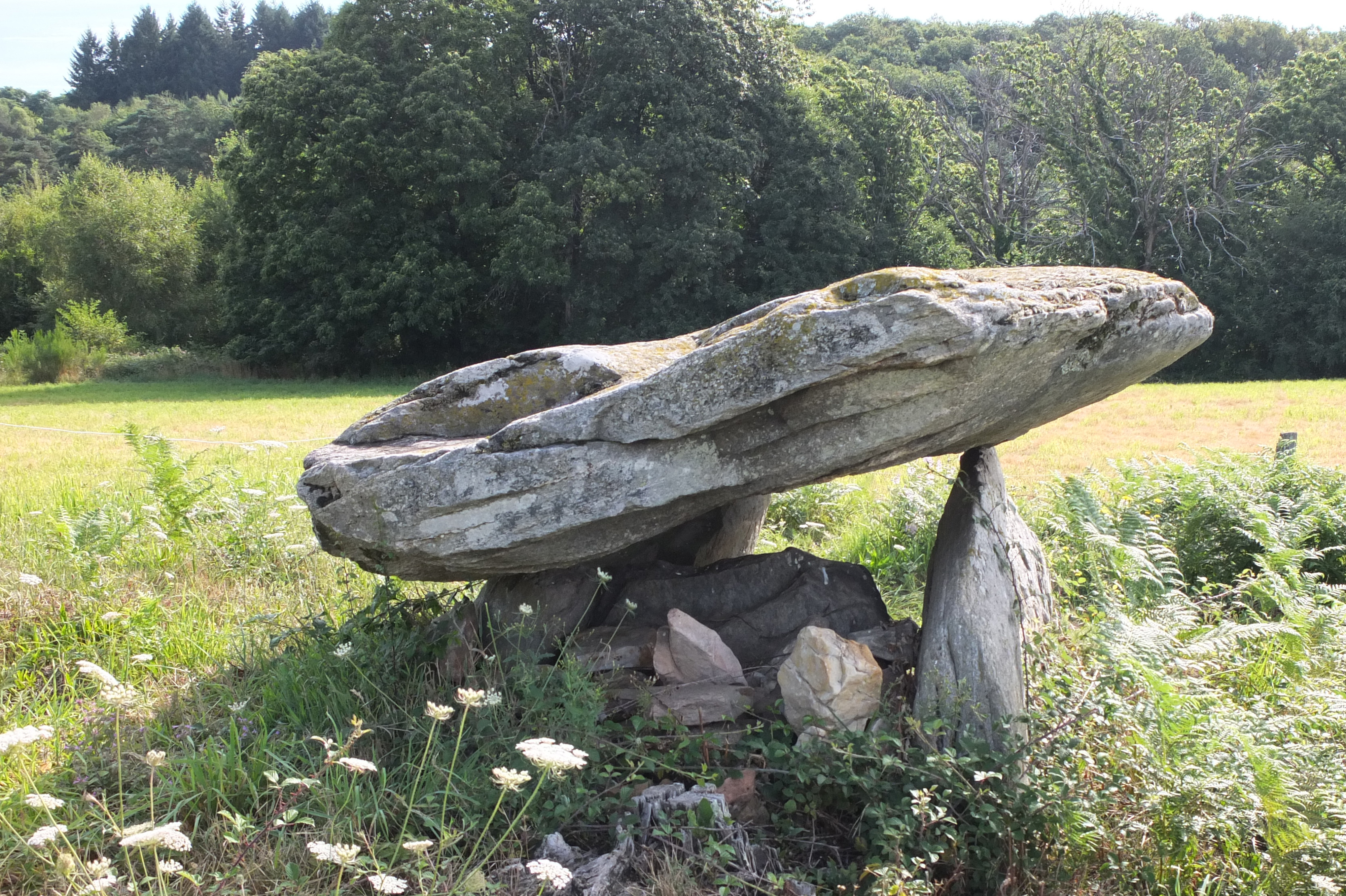
La Cabana de la Fée, Beynat
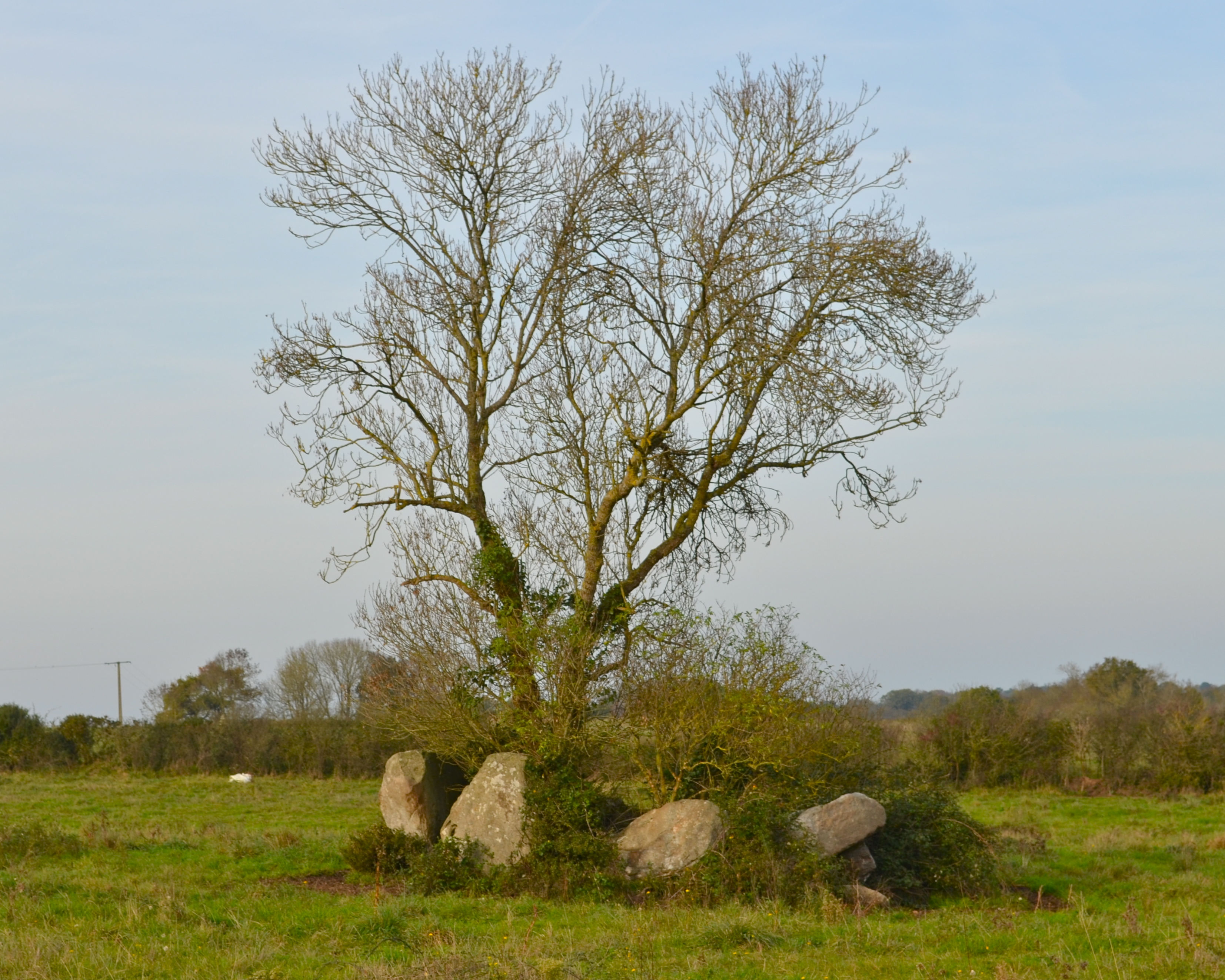
La Salle des Fées, Sainte-Pazanne
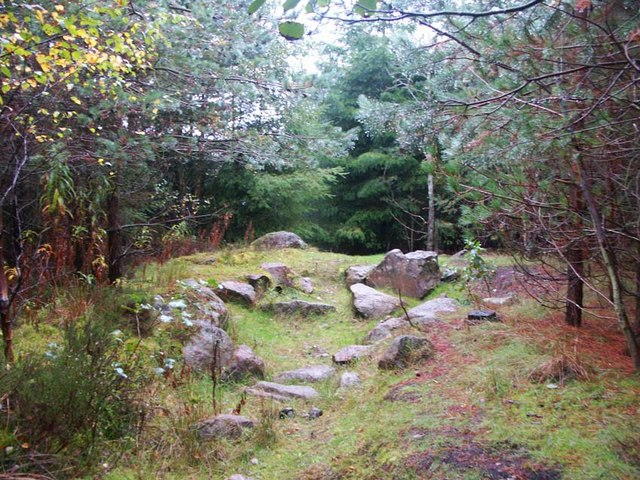
Whinfell Forest clearing waar de pixies, elfen en feeën spelen, Cumbria
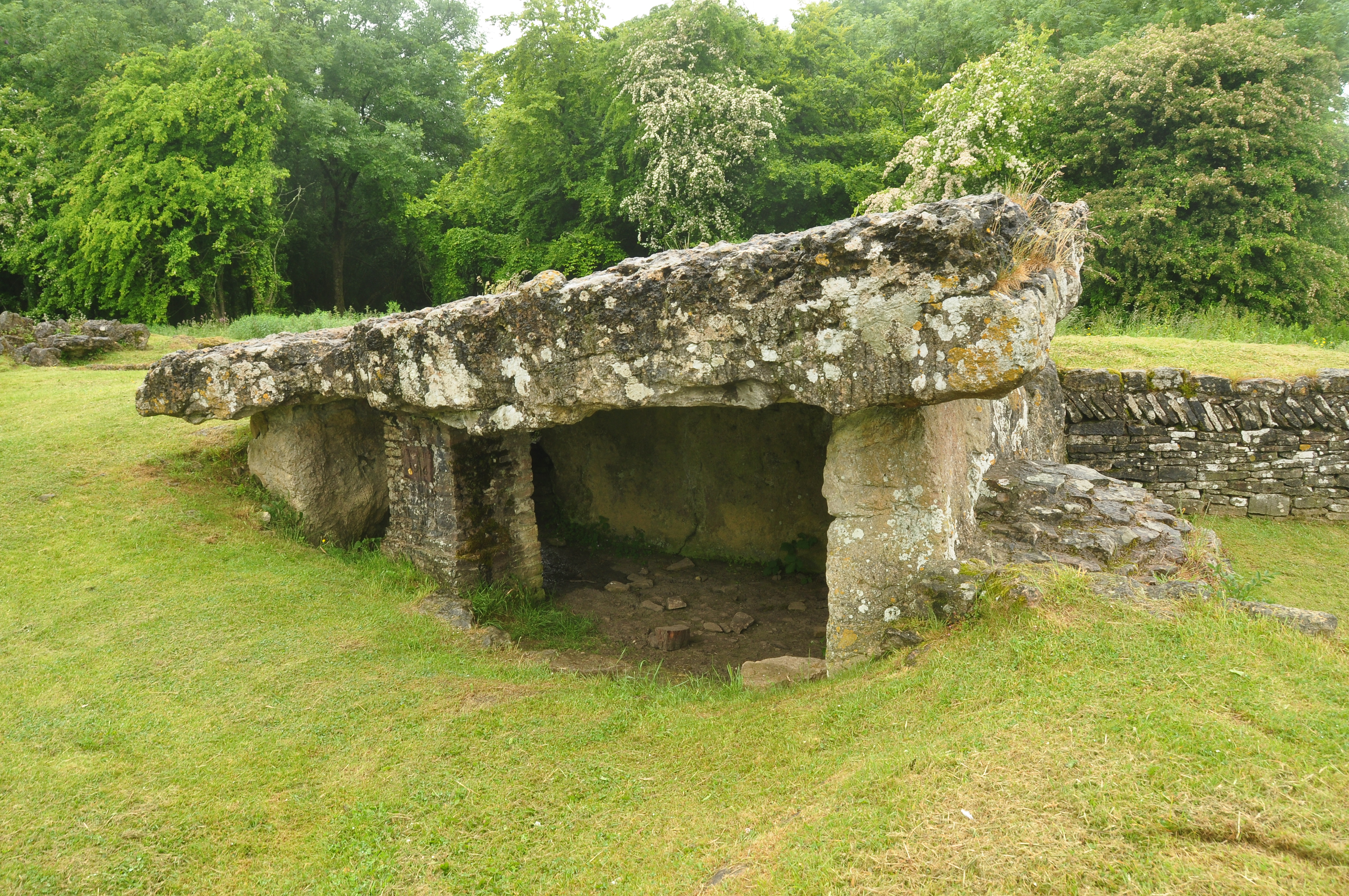
Tinkinswood of Castell Carreg
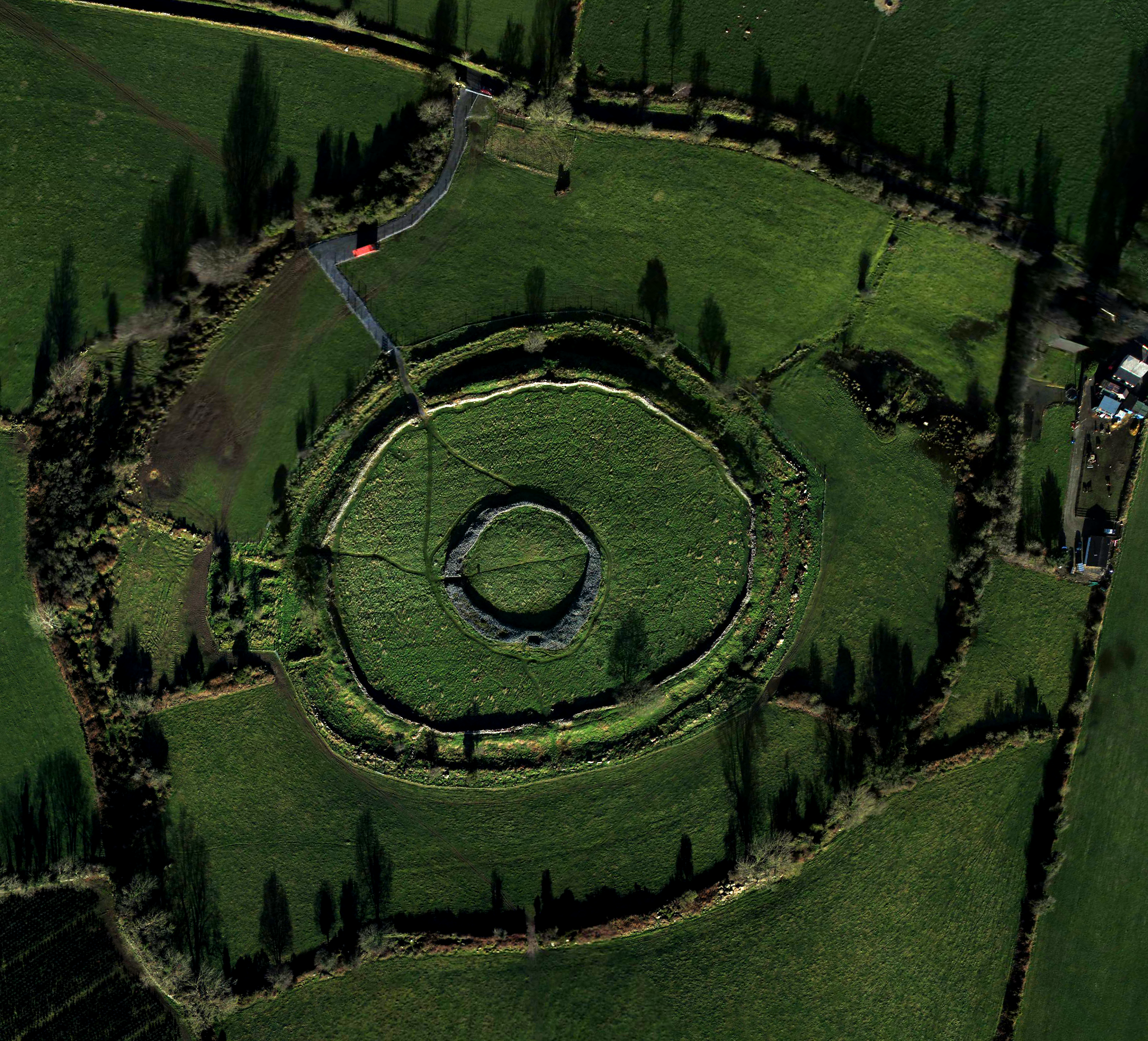
Rathgall
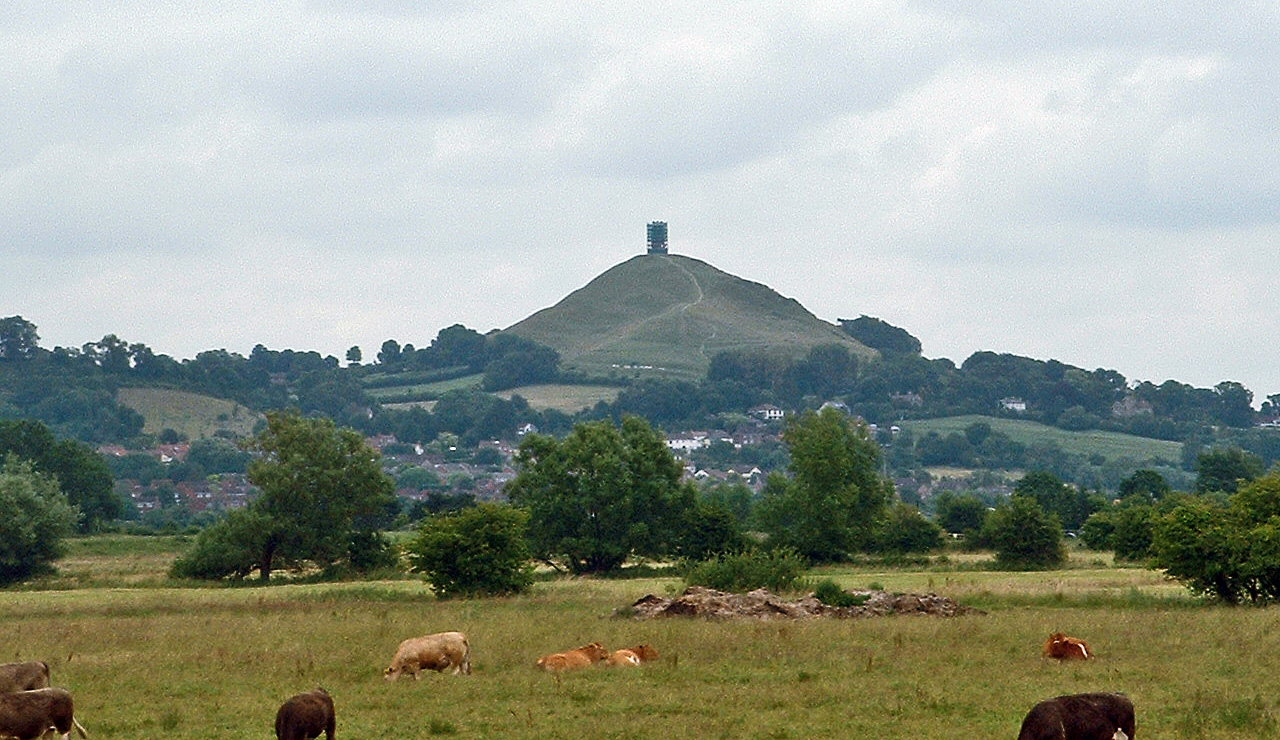
Gwyn ap Nudd wordt in verband gebracht met Glastonbury Tor
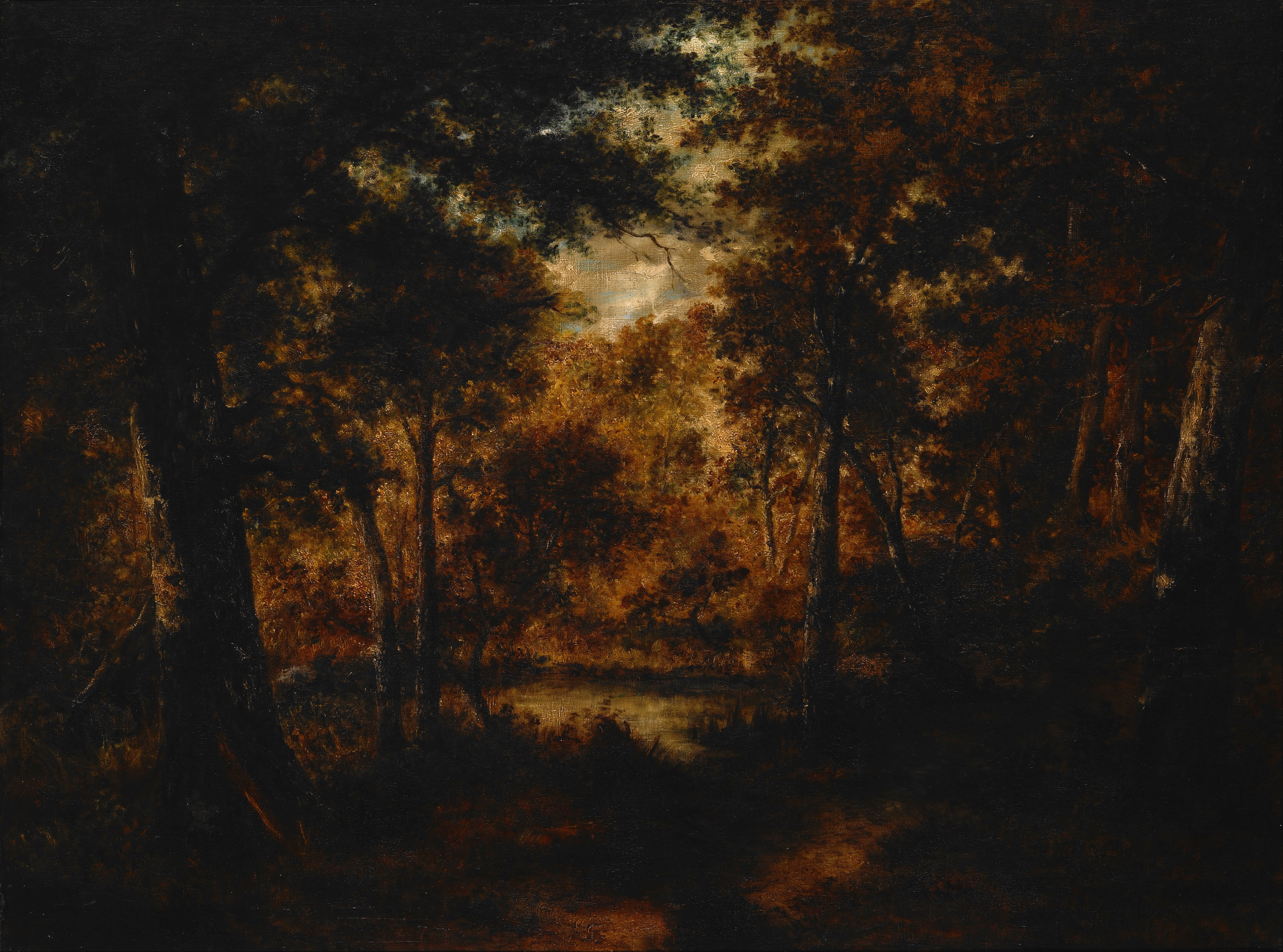
The Fairy Pool, Narcisse Díaz de la Peña
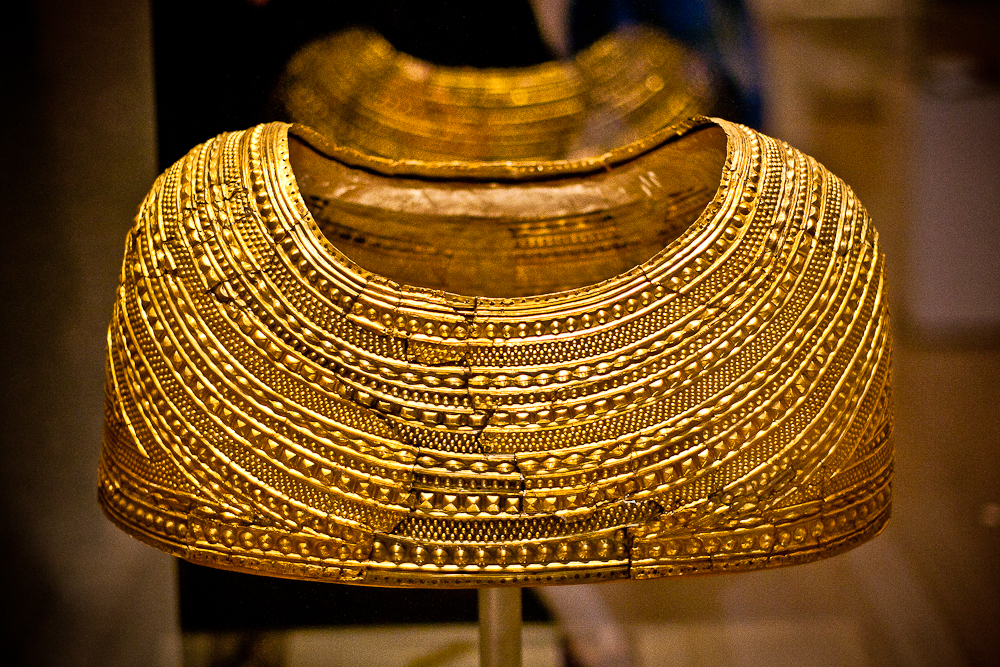
De gouden Mold cape in het British Museum

## Feeën in mythologie en volksverhalen

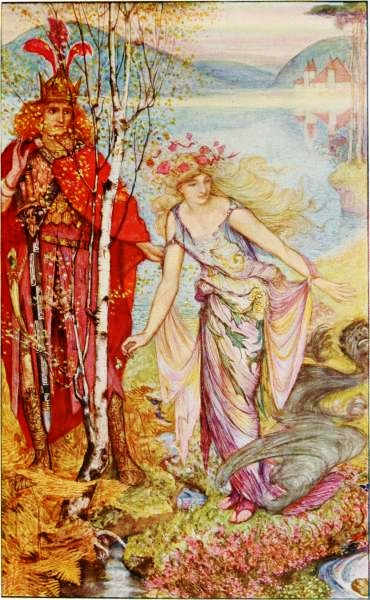
Illustratie uit The Lilac Fairy Book

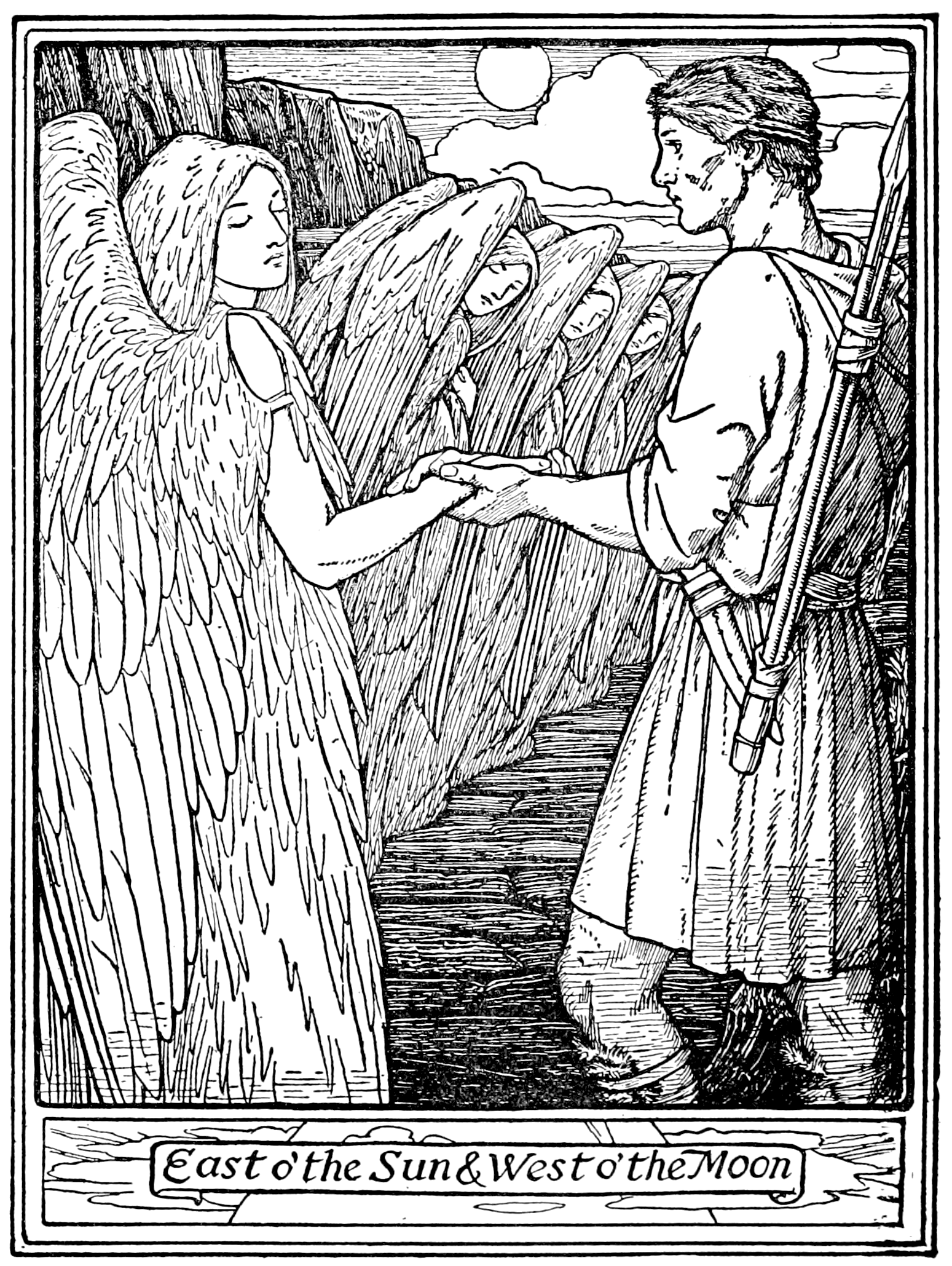
Illustratie uit Europa's Fairy Book, 1916

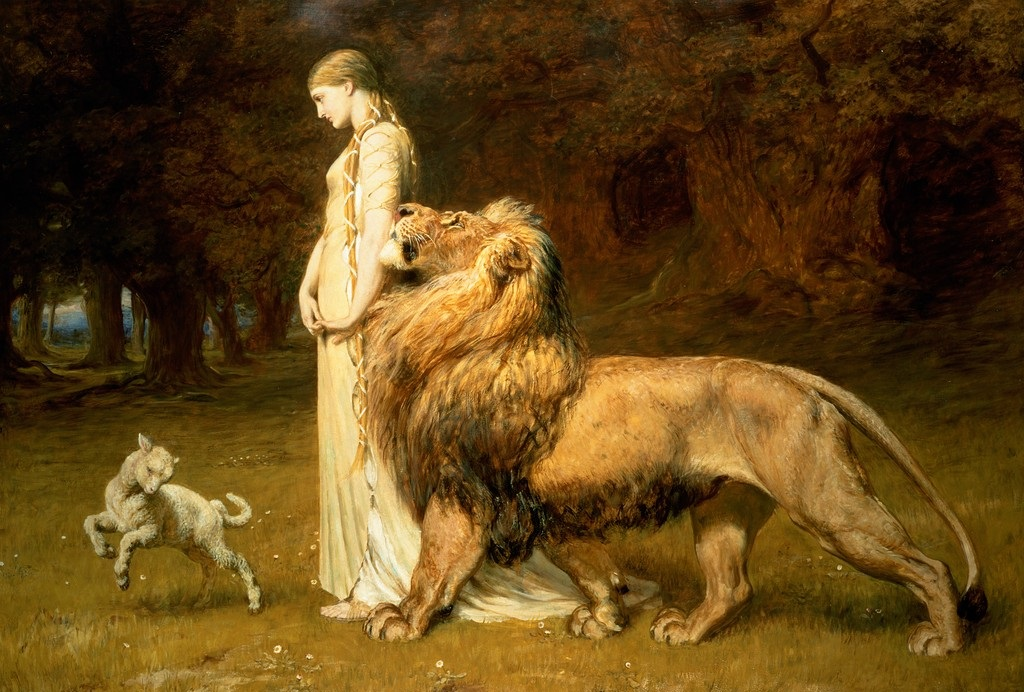
Una en de Leeuw, Briton Rivière

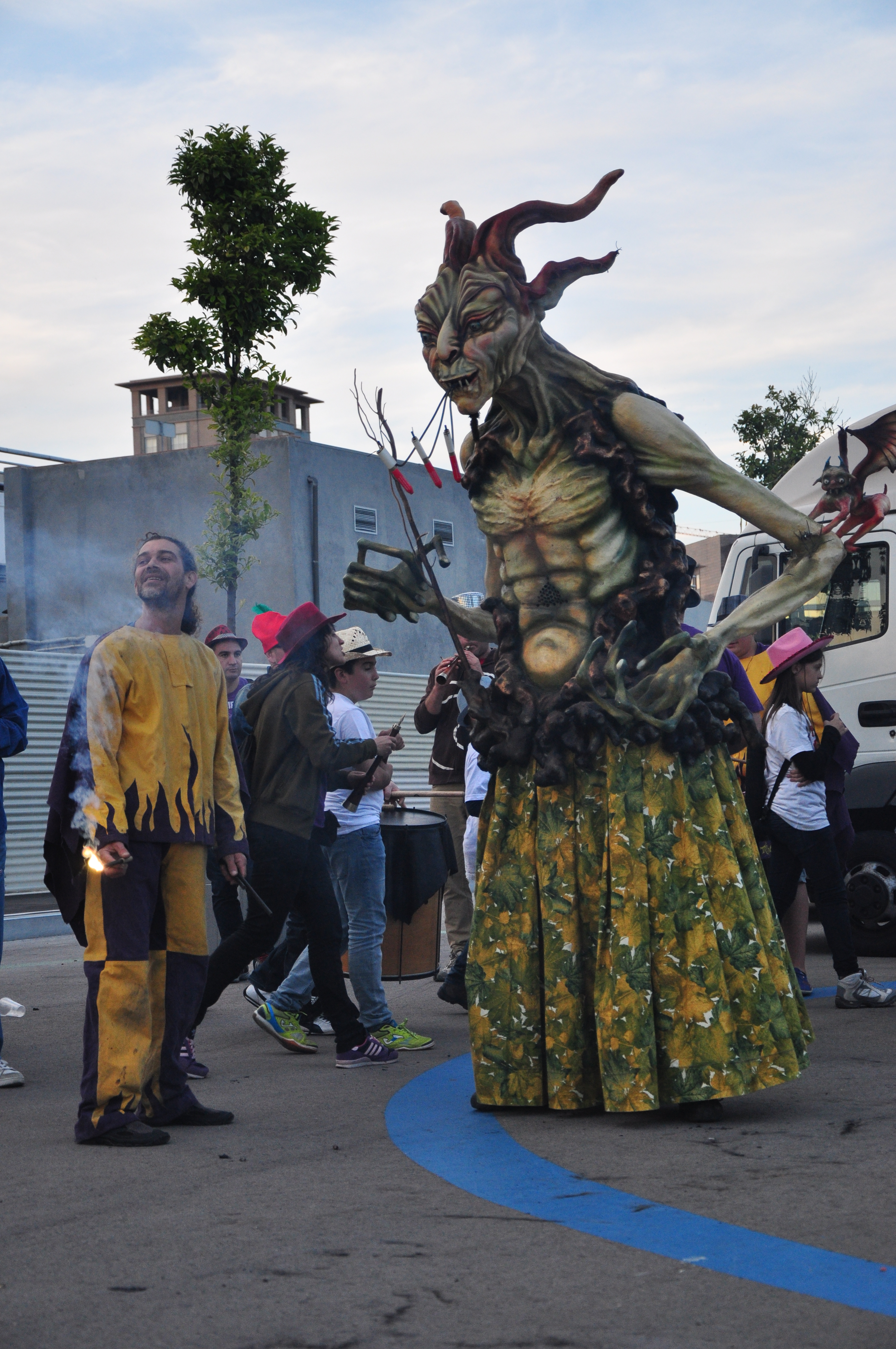
Een follet in Barcelona

- In Turkse volksverhalen is de Maan de padisjah (prins) van de feeën, de Zon is zijn vrouw. Feeënmeisjes komen in vele vormen (soms als kikker of vis) te hulp in verhalen en ze trouwen vaak met mensen.
- De sage van Âu Cơ gaat over een fee die in de bergen leefde en trouwde met een draak.
- Doornroosje krijgt bij haar geboorte giften van feeën, één fee wenst haar dood en ze wordt tegen deze vloek beschermd door de andere feeën. De slechte fee wordt ook wel een heks genoemd. Er zijn ook andere versies van het verhaal.
- Assepoester wordt geholpen door een fee. In een andere versie krijgt ze haar baljurk via haar peetmoeder, deze heeft sterke gelijkenissen met een fee.
- Bontepels wordt geholpen door haar beschermfee.
- De ware bruid wordt geholpen door een oude vrouw die verschijnt als ze huilt.
- De heks in Raponsje was in eerdere drukken van Kinder- und Hausmärchen een fee.
- Het dankbare alvermanneke wordt gezien als hij met andere alvermannekes danst.
- In het Turkse verhaal Het is woensdag, woehoensdag worden dansende feeën gezien in het badhuis.
- In De geschenken van het kleine volkje wordt het kleine volkje gezien als het danst.
- De vroegste versie van Repelsteeltje vinden we in La Tour ténébreuse et les Jours lumineux, Contes Anglais uit 1705 van Mademoiselle L'Héritier, een verzameling Franse feeënsprookjes.
- De goede fee, die elke kerst in de kerstboom woont, ziet het verbranden van het soldaatje en fluistert toverwoorden uit medelijden in De standvastige tinnen soldaat.
- Tante Arie brengt, net zoals Sinterklaas en de kerstman, cadeautjes rond.
- Olentzero in het bos achtergelaten als baby en gevonden door een fee. Ook hij brengt cadeautjes rond tijdens de kerstperiode.
- De hoofdloze ruiter is een fee zonder hoofd.
- Er wordt feest gevierd door veel verschillende mythische wezens bij de Elfenheuvel.
- In Aregnazan of de magische wereld krijgt Aregnazan het water van onsterfelijkheid van feeën.
- In De betoverde kikker is de zus van de kikker een betoverd feetje.
- Nadat er een dochter ter wereld is gebracht, komen vier feeën door de muur en spreken ieder een wens uit in Rozenlachjes en pareltranen.
- In De reiskameraad ziet een man elfjes spelen, hij gebruikt later zwanenvleugels en bezems.
- De koningin van de feeën woont op het eiland van de gelukzaligen, waar de Dood nooit komt in De tuin van het paradijs.
- De feeën van het leven hebben elk hun gave geschonken, maar de laatste fee ontbreekt met De laatste parel.
- De timmermansdochter is een feeëndochter.
- Watramama, de vorstin van rivieren is koningin waternimf, de mensen noemen haar meermin en de planten mogen haar 'Watermama' noemen.
- De Tandenfee geeft een cadeautje als kinderen hun tanden verliezen.
- In Keltische sagen wordt het madeliefje de magische eigenschap toegedacht dat deze het groeiproces kan stilleggen. De fee Milka zou de zoon van de koning stiekem madeliefjes te eten hebben gegeven, waardoor hij nooit volwassen zou worden.
- In het Franse volksgeloof verbergen feeën zich op zaterdag, omdat zij op die dag van hun macht beroofd zijn. Ze verstoppen zich in bomen, paarden, meubels, etc. Deze dingen zijn dan "door de feeën bezeten".
- Een follet is een soort kobold met dezelfde toverkrachten en wonderlijke gaven als feeën.
- In Lombardije is de squasc een soort fee of elf met gelijkenissen met een eekhoorn.
- In de Bretoens folklore komt de Bugul Noz voor, dit wezen is zo lelijk dat dieren voor het wezen vluchten. Het wezen is zachtaardig, maar meestal alleen door zijn uiterlijk.
- De Gwyllion uit Wales is niet kwaadaardig, maar als je het wezen niet uitnodigt in je huis en niet goed behandeld, dan kan dit destructieve gevolgen hebben. Ze wonen in bergachtig gebied en laten reizigers verdwalen. Een mes kan ze wegjagen.
- De Dullahan wordt ook wel Gan Ceann (zonder hoofd in het Iers) genoemd, het is een ruiter zonder hoofd (meestal op een zwart paard). Het wezen heeft het eigen hoofd onder een arm. Als het wezen stopt, wijst dit de plek aan waar iemand komt te overlijden. Het wezen is bang voor goud.
- De Caoineag is een variant op de Been-Nighe. Anders dan de Been-Nighe wordt ze wel gehoord, maar nooit gezien. Je kan het wezen ook niet benaderen met een wens. Ze lijkt meer op de Banshee.
- De Bodach komt voor in Wales en Schotland.
- De Mooinjer veggey komt voor in de folklore van het eiland Man.
- De Kilmoulis heeft geen neus en geen mond, waardoor het wezen zijn voedsel moet inhaleren door de neus. Het wezen zou bij molens spoken.
- De Raja Jinn Peri is koning van de feeën in de mythologie van de Maleiers.
- In Engels sprekende culturen wordt de koningin van de feeën Titiana of Mab (vaak geassocieerd met Medb) genoemd. In de Ierse folklore wordt de laatste koningin Oona (of Oonagh, Una of Uonaidh) genoemd. In Schotland en Noord-Engeland komt de Queen of Elphame voor, haar man wordt Christsonday genoemd. In Schotland wordt de koningin ook wel met Gyre-Carling of Nicnevin aangeduid
- In de Keltische mythologie (in Ierse en Schotse verhalen) zijn de sluagh de 's nachts vliegende feeën, ze worden vergezeld door magische honden van de andere wereld[2].

## Feeën in de populaire cultuur
- In het boek de Nevelen van Avalon van Marion Zimmer Bradley worden de verhalen rond koning Arthur herverteld vanuit het gezichtspunt van de vrouwelijke personages, tegen de achtergrond van de Keltische cultuur. Hierin spelen ook het rijk van de feeën en de feeënkoningin een rol.
- Er bestaan vele televisieseries over feeën, zoals Fairly Odd Parents en Winx Club.
- In Pinocchio wordt Pinocchio tot leven gebracht door de Blauwe Fee.
- In Droomvlucht spelen feeën een rol.
- In de musical En nu naar bed beslissen de goede fee Sophie en de slechte fee Marie over het leven van de hoofdpersoon.

## Galerij

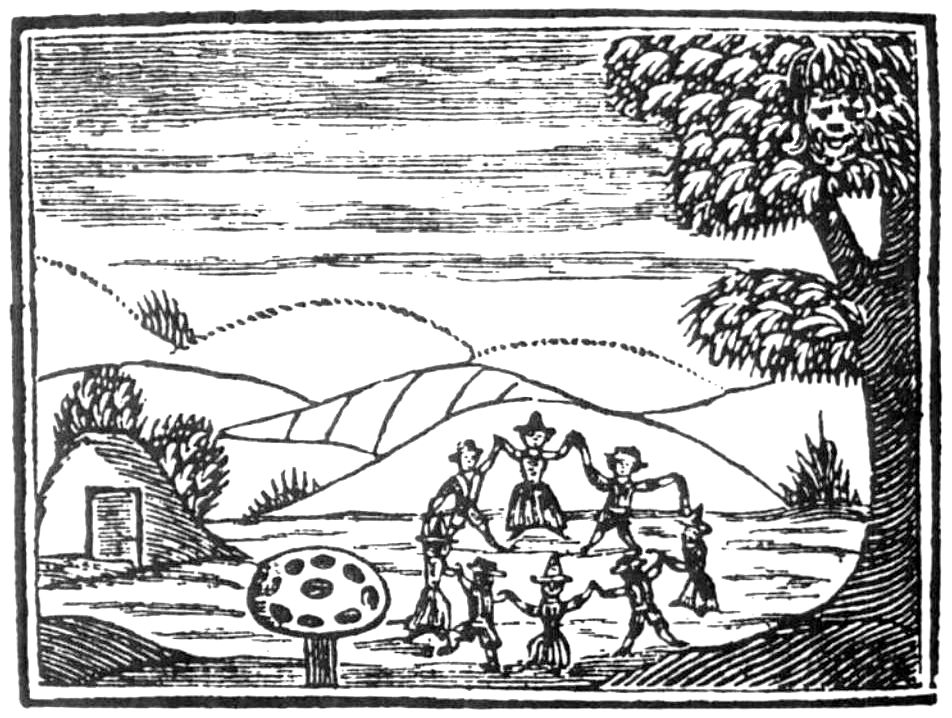
Feeën dansen in een kring (zie ook heksenkring) bij een heuvel, waarschijnlijk 17e eeuw
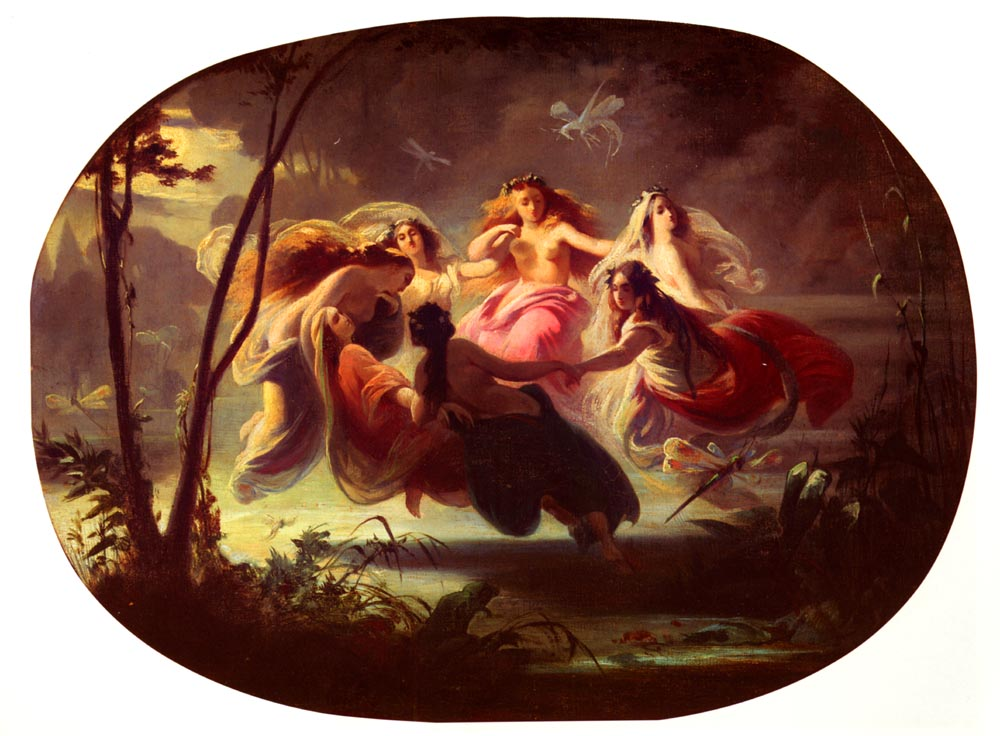
The Fairy Dance, Robert Alexander Hillingford
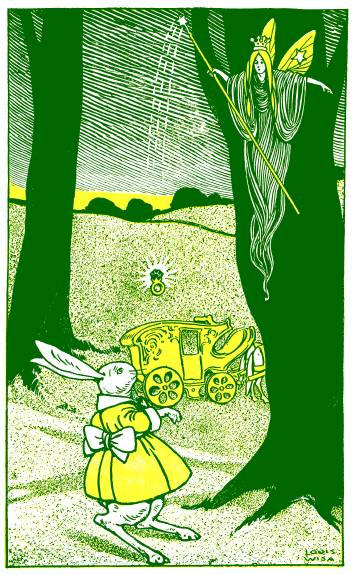
De fee schenkt een ring aan het konijn, 1910
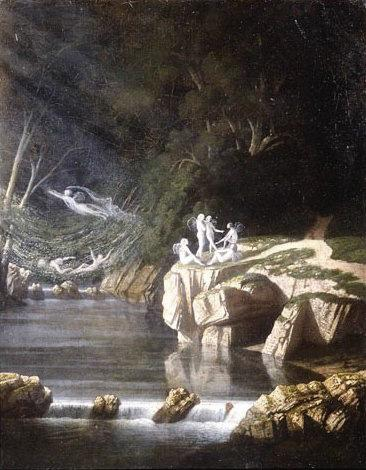
Fairies, Edwin Austin
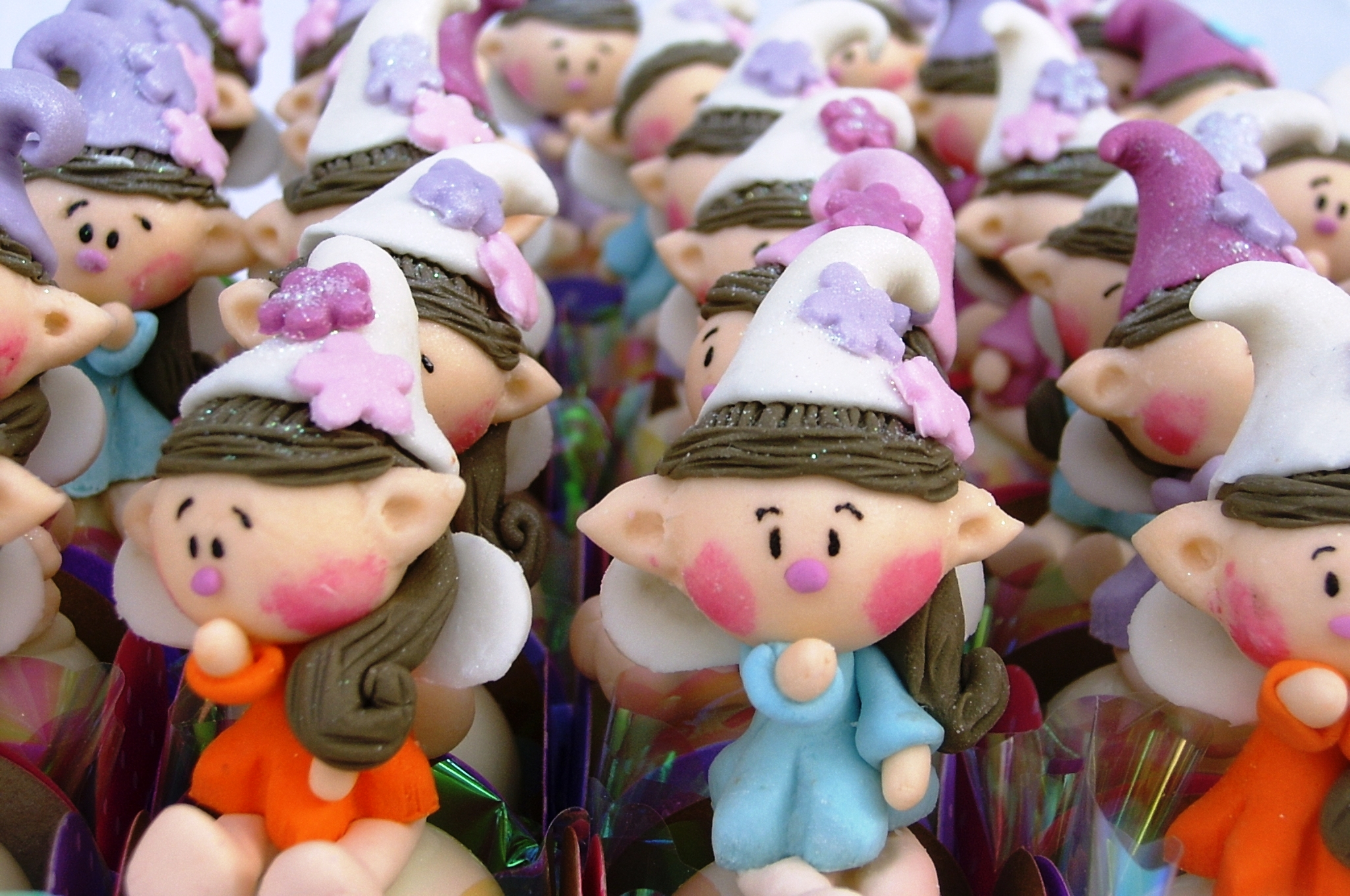
Chocolade in de vorm van feeën